# Torvosaurus
Torvosaurus is een geslacht van vleesetende theropode dinosauriërs, behorend tot de Spinosauroidea, dat tijdens het late Jura leefde in het gebied van het huidige Noord-Amerika en Portugal.
Het eerste fossiel van Torvosaurus werd in 1971 gevonden in Colorado. Het geslacht kreeg in 1979 zijn naam, die "woeste sauriër" betekent, toen de typesoort Torvosaurus tanneri benoemd werd. Het geslacht Edmarka uit Wyoming is vermoedelijk een jonger synoniem van Torvosaurus. Vondsten in Portugal, waaronder het oudste bekende theropodenembryo, zijn in 2014 benoemd als een tweede soort: Torvosaurus gurneyi. Van Torvosaurus tanneri is een aantal losse botten opgegraven maar nooit een heel skelet. Veel is daarom nog onbekend over de bouw van het dier maar bepaalde kenmerken zijn wel duidelijk.
Torvosaurus was een grote roofsauriër die minstens negen meter lang kon worden en twee ton zwaar. Hij had een langwerpige, nauwe, kop met grote lange tanden. In het voorste bot van iedere snuithelft stonden maar drie, dolkvormige, tanden in plaats van het gebruikelijke aantal van vier. Zijn nek en rug waren nogal beweeglijk door kogelvormige wervelgewrichten. Hij liep op twee krachtige achterpoten, waarbij de romp in evenwicht gehouden werd door de staart. De voorpoten waren kort maar zeer stevig gebouwd en droegen misschien een enorme kromme duimklauw. De beide bekkenhelften waren aan hun onderzijden aan elkaar vastgegroeid.
Het geringe aantal fossielen wijst erop dat Torvosaurus zeldzaam was in zijn leefgebied. Hij is direct verwant aan de oudere Megalosaurus uit Engeland en de meeste andere Megalosauridae waren op het eind van het Jura al uitgestorven. Torvosaurus had concurrentie van iets kleinere theropoden als Allosaurus. Misschien joeg hij speciaal op zeer grote Sauropoda zoals de gigantische Supersaurus waarvan de botten in dezelfde vindplaats, de Dry Mesa Quarry, zijn aangetroffen.

## Vondst en naamgeving

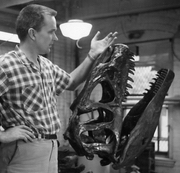
Dinosaur Jim

In 1971 vond de prospector Vivian Jones, die op zoek was naar dinosauriërbeenderen omdat de radioactiviteit daarvan een goede indicator was voor de aanwezigheid van uraniumerts, in de Calico Gulch Quarry in Moffat County, Colorado, de reusachtige duimklauw van een theropode. Die zette ze op haar keukentafel neer als decoratie. In 1972 kreeg ze bezoek van James Alvin Jensen, bijgenaamd Dinosaur Jim, die als preparateur van de faculteit geologie van de Mormoonse Brigham Young University in Utah officieel verantwoordelijk was voor het opslaan, prepareren en tentoonstellen van fossielen. In feite verrichtte hij in de jaren zestig, toen de belangstelling voor dinosauriërs onder echte wetenschappers gering was, de meeste opgravingen naar zulke dieren in de wijde omgeving van de universiteit. Jensen ging steeds zijn contacten af onder mijnbouwkundigen om te informeren of ze iets nieuws gevonden hadden. Toen hij de spectaculaire klauw zag, raakte hij onmiddellijk gefascineerd door de vondst en vroeg Vivian's man Eddie hem naar de vindplaats te rijden. Per abuis bracht deze hem naar een andere locatie waar het echtpaar botten had gevonden, de Dry Mesa Quarry in Montrose County, die ook op het Uncompahgre-plateau is gelegen, zij het 195 kilometer ervandaan. In 1972 begonnen Jensen en Kenneth Stadtman opgravingen te verrichten in de groeve. Behalve de resten van gigantische Sauropoda vonden ze tot en met het jaar 1978 ook fossielen van een grote roofsauriër.

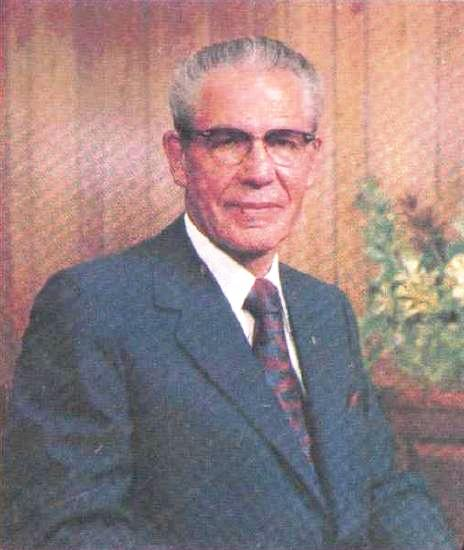
N. Eldon Tanner, twee jaar voordat Torvosaurus tanneri naar hem vernoemd zou worden

De vondst werd in 1977 in de literatuur vermeld. In 1979 benoemden en beschreven Jensen en Peter Malcolm Galton de typesoort Torvosaurus tanneri. De geslachtsnaam is afgeleid van het Latijnse torvus, "woest". De soortaanduiding eert de First Counselor in the First Presidency van de Mormoonse kerk Nathan Eldon Tanner. Omdat activiteiten die de evolutietheorie zouden kunnen ondersteunen wat gevoelig lagen op zijn universiteit, probeerde Jensen altijd in een goed blaadje te komen met de religieuze autoriteiten in Salt Lake City.

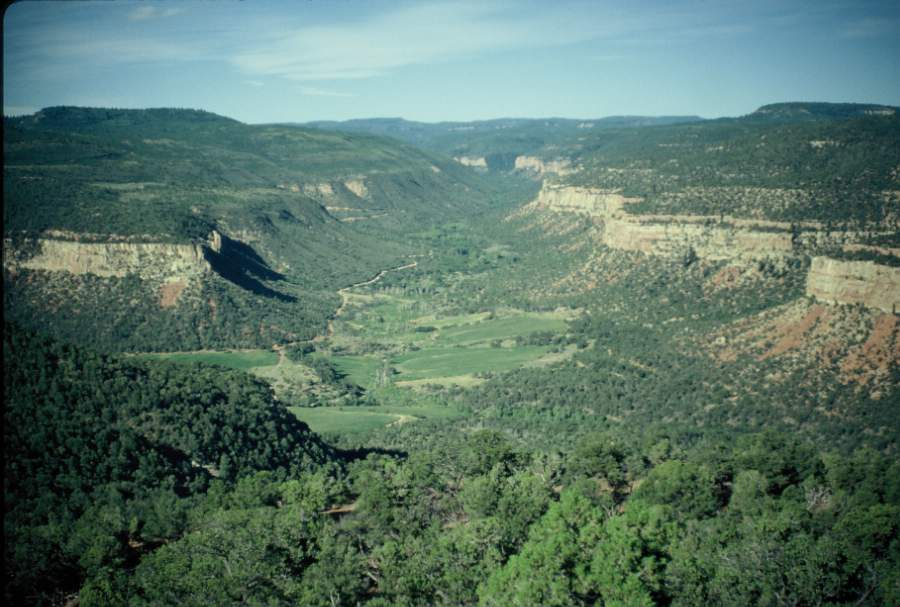
Het landschap van de Dry Mesa Quarry

Het holotype, BYUVP 2002, is gevonden in de Brushy Basin Member van de Morrisonformatie die dateert uit het late Kimmeridgien. Het bestaat uit twee opperarmbeenderen, een spaakbeen en twee ellepijpen. Hoewel als holotype, en dus afkomstig van een enkel individu, gepresenteerd was er eigenlijk geen echt bewijs dat de botten, ofschoon ze een linker- en rechterarm vertegenwoordigden, bij elkaar hoorden want ze lagen niet in verband. In 1991 koos Brooks Britt daarom het linkeropperarmbeen als het lectotype. Het niet in verband liggen gold grotendeels ook voor een groot aantal andere elementen die als paratype was aangewezen: BYUVP 2003, een voorste stuk van een onderkaak; BYUVP 2004a-d, een reeks van de vijfde tot en met achtste halswervel; BYUVP 2005 - 2009, vijf losse ruggenwervels; BYUVP 2010, een eerste middenhandsbeen; BYUVP 2011, een tweede middenhandsbeen; BYUVP 2012, een derde middenhandsbeen; BYUVP 2013, een darmbeen; BYUVP 2014, twee schaambeenderen; BYUVP 2015, een zitbeen; BYUVP 2016, een scheenbeen; BYUVP 2017, een stuk scheenbeen; BYUVP 2018; een eerste kootje van de eerste vinger; en BYUVP 2020, de oorspronkelijke duimklauw. Alleen de halswervels vormden hiervan een in verband liggende reeks. Hoewel er weinig duidelijk overlappend materiaal is, werd het later waarschijnlijk geacht dat het meerdere individuen vertegenwoordigt, minstens twee volwassen dieren en een jong. De fossielen maken deel uit van de collectie van de Brigham Young University. De kwaliteit van de fossielen is over het algemeen redelijk goed maar lijkt soms beter dan de werkelijke toestand; Jensen maakte slechte specimina voor tentoonstelling gereed door ze met gips te reconstrueren en deze restauraties te verbergen onder gul opgebrachte lagen verf.
Jensen bleef ook na 1978, tot zijn onvrijwillig ontslag in 1983, fanatiek doorgaan met fossielen verzamelen. In 1985 kon hij een groot aantal beenderen melden die hij aan Torvosaurus toewees. Daartoe behoorde een in verband liggende reeks van negen staartwervels, BYUVP 4976a-k. Andere belangrijke aanvullingen van het eerdere materiaal betroffen schedelbotten, losse tanden en middenvoetsbeenderen. Begin jaren negentig liep Jensen tegen de tachtig en liet het onderzoek over aan de professionele paleontoloog Brooks Britt. Die schreef er een dissertatie over waarvan de relevante inhoud in 1991 werd weergegeven in een wetenschappelijk artikel dat de eerste gedetailleerde beschrijving van de osteologie bevatte. Ook Britt kon weer een groot aantal botten toewijzen, voornamelijk wervels. Bij elkaar is nu een belangrijk deel van het skelet bekend. Belangrijke ontbrekende stukken betreffen veel schedelbeenderen, de schoudergordel, de dijbeenderen en de tenen. Meestal wordt aangenomen dat al het materiaal van een enkel taxon afkomstig is. Ronan Allain betwijfelde echter in 2012 of juist de beroemde duimklauw wel bij Torvosaurus hoorde daar, afgezien van de iets verschillende herkomst, de enorme omvang en sterke kromming eerder wijzen op een lid van de Spinosauridae. Aangezien verder geen spinosauride materiaal uit deze aardlagen bekend is en Torvosaurus er de enige bekende theropode van voldoende omvang vertegenwoordigt, achtten andere onderzoekers dit onwaarschijnlijk. Overigens wees ook Jensen de klauw slechts onder voorbehoud toe.

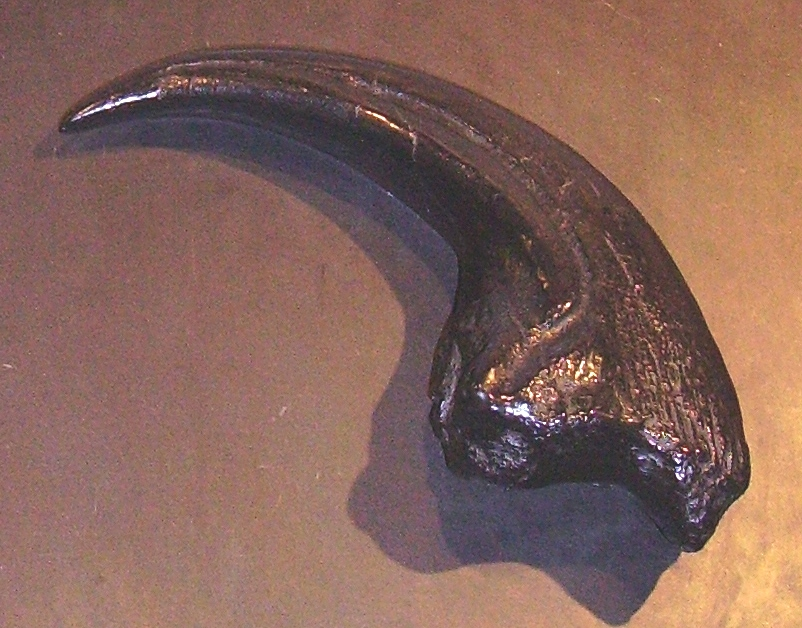
Een afgietsel van de duimklauw die in 1971 door Vivian Jones werd gevonden

Botfragmenten uit andere Amerikaanse groeven zijn soms aan Torvosaurus toegewezen. Eind jaren tachtig groeven de amateurpaleontologen James Siegwarth and James Filla bij Como Bluff in Wyoming botten op die ze in 1992 samen met Robert Thomas Bakker benoemden als een nieuwe soort: Edmarka rex, waarvan de geslachtsnaam William Edmark eert en de soortaanduiding verwijst naar de vermeende grootte welke die van Tyrannosaurus rex zou evenaren. De syntypen hiervan bestaan uit een schouderblad (CPS 1002), ribben (CPS 1004) en een jukbeen (CPS 1005). Hoewel deze vondsten, op wellicht het jukbeen na, niet goed met het materiaal van Torvosaurus te vergelijken zijn, lijken bepaalde paratypen, de eerste staartwervel CPS 1006 en het schaambeen CPS 1010, niet van Torvosaurus te onderscheiden. Daarom wordt meestal aangenomen dat het hier om een jonger synoniem van Torvosaurus gaat. Tussen 1993 en 1996 werden veel uitgebreidere vondsten gedaan op dezelfde locatie. Het zou gaan om een vrij compleet skelet, specimen TATE 0012, dat zou verschillen van zowel Edmarka — hoewel het daaraan oorspronkelijk werd toegewezen — als Torvosaurus. In 1995 werd het informeel in de pers gemeld als Brontoraptor. Publicaties werden voorbereid maar zijn nooit verschenen zodat Brontoraptor een nomen nudum bleef. In 2006 trokken Portugese onderzoekers, die kennelijk in de gelegenheid waren geweest het materiaal direct of indirect te beoordelen, de conclusie dat het ook hier om Torvosaurus gaat, zij het wellicht een Torvosaurus sp., dus een mogelijke nog onbenoemde verdere soort. In 2013 werd een specimen beschreven, FMNH PR 3060, al in 1899 verzameld door Elmer Riggs maar pas in 2005 geprepareerd, dat het overige materiaal aanvult door het omvatten van het eerste kootje van de eerste teen.

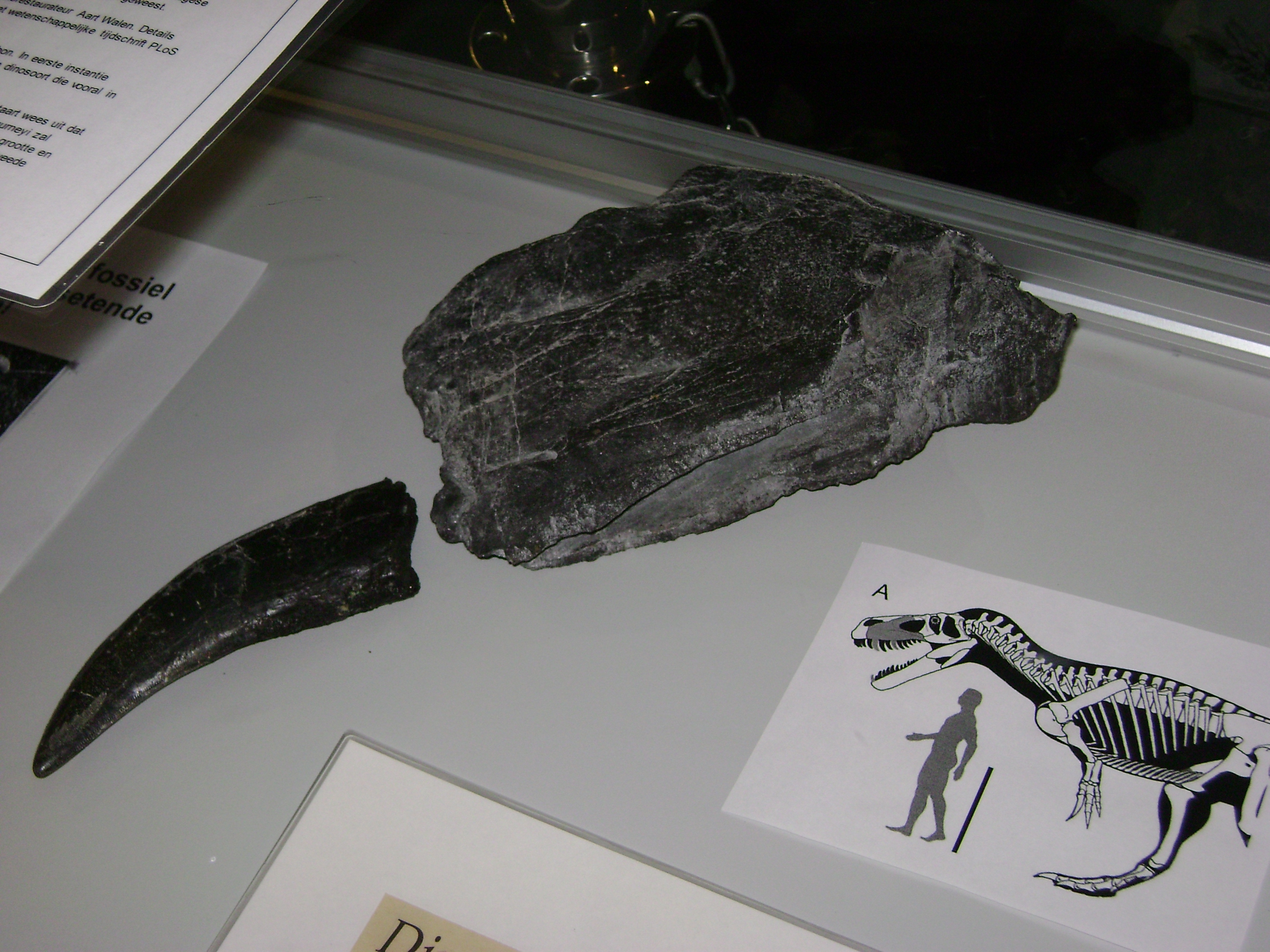
ML 1100

In 2000 wees Octávio Mateus een scheenbeen, ML 430, gevonden in Portugal aan een Torvosaurus sp. toe, bij Casal do Bicho opgegraven in een laag uit het Tithonien. Afgezien van de verschillende datering toont dit bot geen speciale kenmerken van Torvosaurus, hoewel het er ook niet aantoonbaar van afwijkt. In 2006 werd een linkerbovenkaaksbeen, ML 1100, op 27 juli 2003 door de Nederlander Aart Walen gevonden in de Lourinhãformatie van Praia da Vermelha, aan Torvosaurus tanneri toegewezen. Matthew Carrano wees er in 2012 op dat het aantal tanden in de kaak verschilde en concludeerde voorzichtig tot een Torvosaurus sp. De publicatie uit 2006 suggereerde dat ook een onderste stuk dijbeen, ML 632, van deze vorm zou kunnen zijn. Bij het dijbeen is er het probleem dat van het Amerikaanse materiaal alleen Brontoraptor een dijbeen omvat waarmee vergelijking mogelijk is. In 2013 werd uit Portugal de vondst bekendgemaakt van een embryo in een ei dat aan Torvosaurus werd toegewezen. In 2014 werden de meeste Portugese vondsten benoemd als een tweede soort: Torvosaurus gurneyi met als holotype specimen ML 1100. De soortaanduiding eert de paleontologisch illustrator James Gurney, de schrijver van de Dinotopia-boeken.
In 1998 wees Lü Junchang een aantal wervels gevonden bij Datong in Shanxi, China, aan een Allosaurus sp. toe. In 2012 meende Carrano dat ze meer een cf. Torvosaurus waren, dus een met Torvosaurus te vergelijken vorm.
In 1988 viel Gregory S. Paul de nauwe overeenkomst in bouw tussen Torvosaurus en Megalosaurus bucklandii op en hernoemde de eerste naar een Megalosaurus tanneri. Dit heeft geen navolging gevonden, hoewel volgens de laatste analyses beide taxa inderdaad zustersoorten zijn en men Torvosaurus dus bij Megalosaurus zou moeten onderbrengen, zou men het geslacht niet als zodanig willen erkennen.

## Beschrijving

### Algemene bouw, grootte en onderscheidende kenmerken

Vergelijking in grootte tussen de verschillende soorten

Torvosaurus is een grote zwaargebouwde tweevoetige roofsauriër met een stevige schedel en krachtige armen. Van de bekende Jurassische theropoden evenaart alleen Saurophaganax hem in robuustheid. Jensen meende in 1979 dat het dier tien meter lang was. Britt kwam in 1991 uit op negen meter. Paul schatte in 2010 de lichaamslengte op negen meter, het gewicht op twee ton. De Portugese onderzoekers meenden dat het stuk dijbeen wees op een lengte van elf meter, en met toepassing van de methode van J.F. Anderson die speciaal gericht is op het extrapoleren uit de omtrek van dijbeenderen, kwamen ze uit op een schatting voor het gewicht van 1930 kilogram. De methode is echter gekalibreerd door metingen bij moderne zoogdieren; het gewicht van een theropode van die lengte zou zo'n vier ton bedragen. Daarbij is de voorlopige toewijzing aan Torvosaurus problematisch. Een vergelijking is alleen mogelijk met Brontoraptor — die overigens zelf ook een negen meter werd. Bij het in 2006 gemelde linkerbovenkaaksbeen werd een lengte van drieënzestig centimeter aangegeven. Uitgaande van een schatting door Britt uit 1991 van 118 centimeter voor een schedelreconstructie waarvoor een bovenkaaksbeen met een, in 2006 geschatte, bewaarde lengte van zevenenveertig centimeter gebruikt werd, zou dit een schedellengte opleveren van het Portugese exemplaar van 158 centimeter en een lichaamslengte van zo'n twaalf meter, wat Torvosaurus tot verreweg de grootste bekende Jurassische theropode zou maken. Ook hiervoor geldt echter dat de toewijzing aan Torvosaurus dubieus is; daarbij mist het door Britt beschreven bovenkaaksbeen zijn achterste tak en werd in 2006 niet aangegeven waarop de lengteschatting ervan berust. De schedel van Edmarka werd in 1992 geschat op een lengte van 131 centimeter. In 2014 werd de bewaarde lengte van het Portugese bovenkaaksbeen nauwkeuriger aangegeven met 612 millimeter — en de hier uit te extrapoleren schedellengte werd herzien tot 115 centimeter waaruit dan een lichaamslengte van tien meter en een gewicht van vier à vijf ton zou voortvloeien.

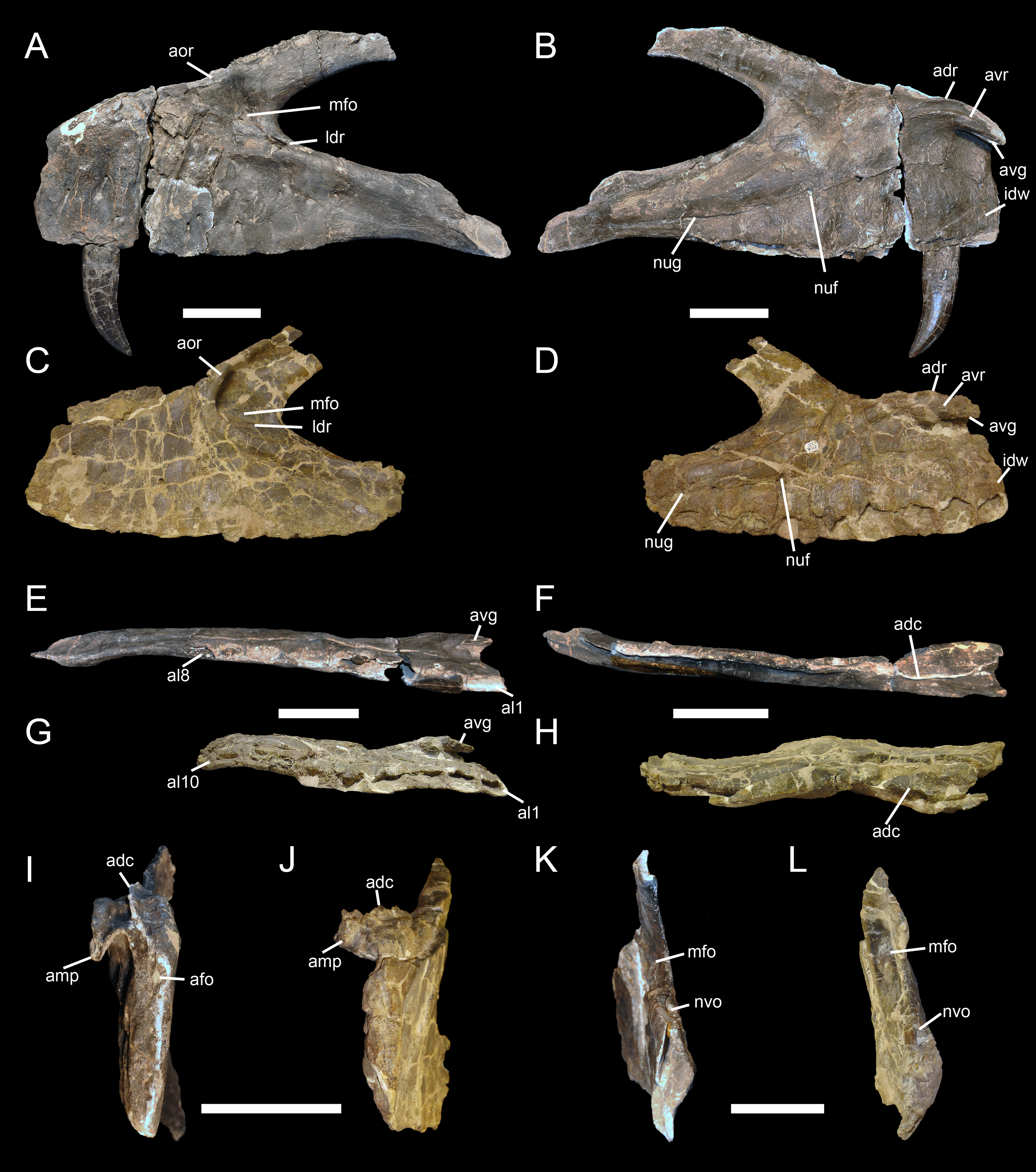
De bovenkaaksbeenderen van T. tanneri en T. guerneyi met elkaar vergeleken

De opeenvolgende onderzoekers hebben een aantal onderscheidende kenmerken weten vast te stellen. De uitholling in de zijwand van het bovenste bovenkaaksbeen is zeer ondiep. De ondersteunende interdentaalplaten achter de tanden zijn met elkaar versmolten. De halswervels zijn opisthocoel: met een bolle voorkant, waarbij zich rond de bolling een brede platte rand bevindt. Vóór de hyposfeen bevindt zich in de wervelboog van de ruggenwervels een overdwars lopende opening. In de achterste ruggenwervels en voorste staartwervels bevinden zich uitgebreide pneumatische uithollingen die verbrede en diepe openingen vormen. Tussen de onderzijden van de schaambeenderen en de zitbeenderen bevindt zich een sterk verbeende plaat. Het verbrede uiteinde van het zitbeen heeft een opvallende richel op de middenlijn van de buitenkant en een ovaal profiel in zijaanzicht.
In 1992 werden enkele kenmerken aangegeven waarin Edmarka van Torvosaurus zou verschillen, alle betrekking hebbende op het jukbeen. Het jukbeen is overdwars dun. Het is langer en langer in zijaanzicht. Zijn bijdrage aan de rand van de oogkas is langer van voor naar achter gemeten. De tak richting postorbitale is breder met een bredere contactgroeve op het buitenvlak voor de neergaande tak van het postorbitale. Al deze kenmerken lijken terug te brengen tot een enkele onderliggende toestand, dat het jukbeen meer in de lengterichting gerekt is, wat in beginsel verklaarbaar is door individuele variatie, temeer daar het jukbeen van Torvosaurus op zich al langgerekt, hoog en overdwars dun is.
In het artikel uit 2014 waarin Torvosaurus gurneyi benoemd werd, gaven de beschrijvers verschillende kenmerken aan waarin deze soort van de typesoort verschilt. Torvosaurus tanneri heeft de volgende onderscheidende eigenschappen. Het bovenkaaksbeen heeft vooraan intern een uitsteeksel; daarachter loopt intern een beenplateau en daarop bevindt zich een uitstekende richel. Bij de beenwand van het bovenkaaksbeen eindigt de onderkant van de binnenzijde waarin de tanden staan, veel hoger dan de buitenzijde. Deze binnenzijde wordt gevormd door een vergroeiing van de interdentaalplaten, welke ieder op zich aan de onderkant een breed V-vormig profiel hebben. Torvosaurus gurneyi heeft de volgende onderscheidende kenmerken. Het bovenkaaksbeen heeft minder dan elf tanden. De richel op het beenplateau en de hoog gelegen V-vormige interdentaalplaten ontbreken. Het interne uitsteeksel vooraan het bovenkaaksbeen heeft een bovengelegen en een interne richel die naar achteren toe samenvloeien.

### Skelet

#### Schedel

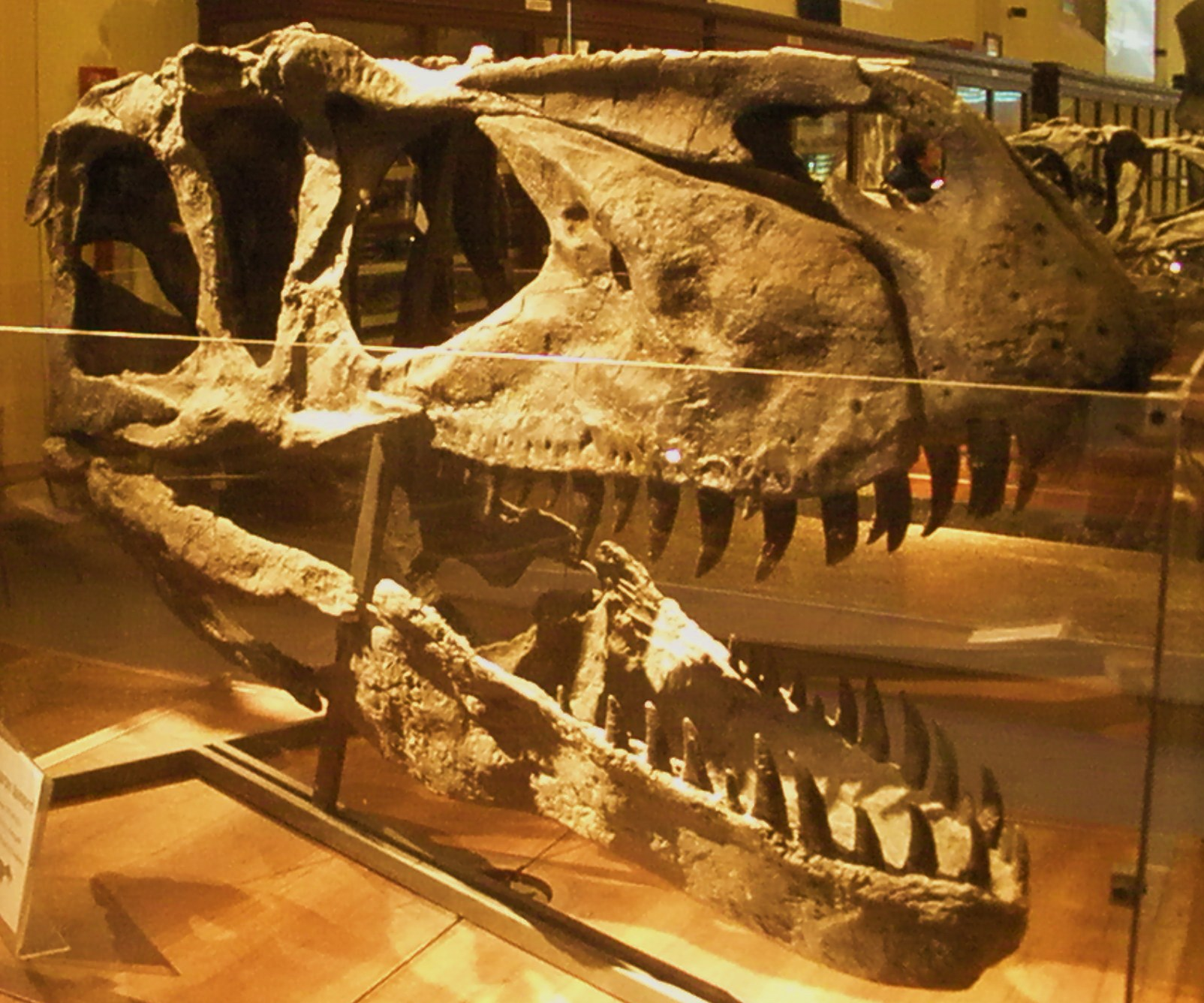
Een afgietsel van een reconstructie van de schedel

Een hele schedel van Torvosaurus is niet bekend. Ook de losse gevonden elementen leveren geen heel cranium op, zodat de bouw daarvan op verschillende wijzen gereconstrueerd kan worden. In 1988 publiceerde Paul een reconstructie waarvan tegenwoordig duidelijk is dat ze bepaald onbetrouwbaar is: ontbrekende delen werden aangevuld met die van Abelisaurus, naar we nu weten een slechts zeer in de verte verwante soort. Wel behoren de schedelvondsten uit Colorado aan hoogstens twee individuen van ongeveer dezelfde grootte, wat het weer iets eenvoudiger maakt zich een correct beeld te vormen. Die hadden een schedel van zo'n 118 centimeter lengte die achteraan ongeveer vijfenveertig centimeter hoog was. De schedel is erg robuust voor een Jurassische theropode. De gebruikelijke schedelopeningen hebben een beperkte omvang. Het hoog geplaatste, horizontaal georiënteerde, neusgat is tamelijk kort. De fenestra antorbitalis moet, als we geen zeer lange snuit aannemen, een vrij kort gat in de vorm van een liggende ruit geweest zijn. In de omliggende uitholling daarvan bevindt zich vooraan geen kleinere opening of fenestra maxillaris. De oogkas is hoog en smal. Alleen het onderste slaapvenster kan wat groter geweest zijn, hoewel de precieze vorm ervan niet bekend is.

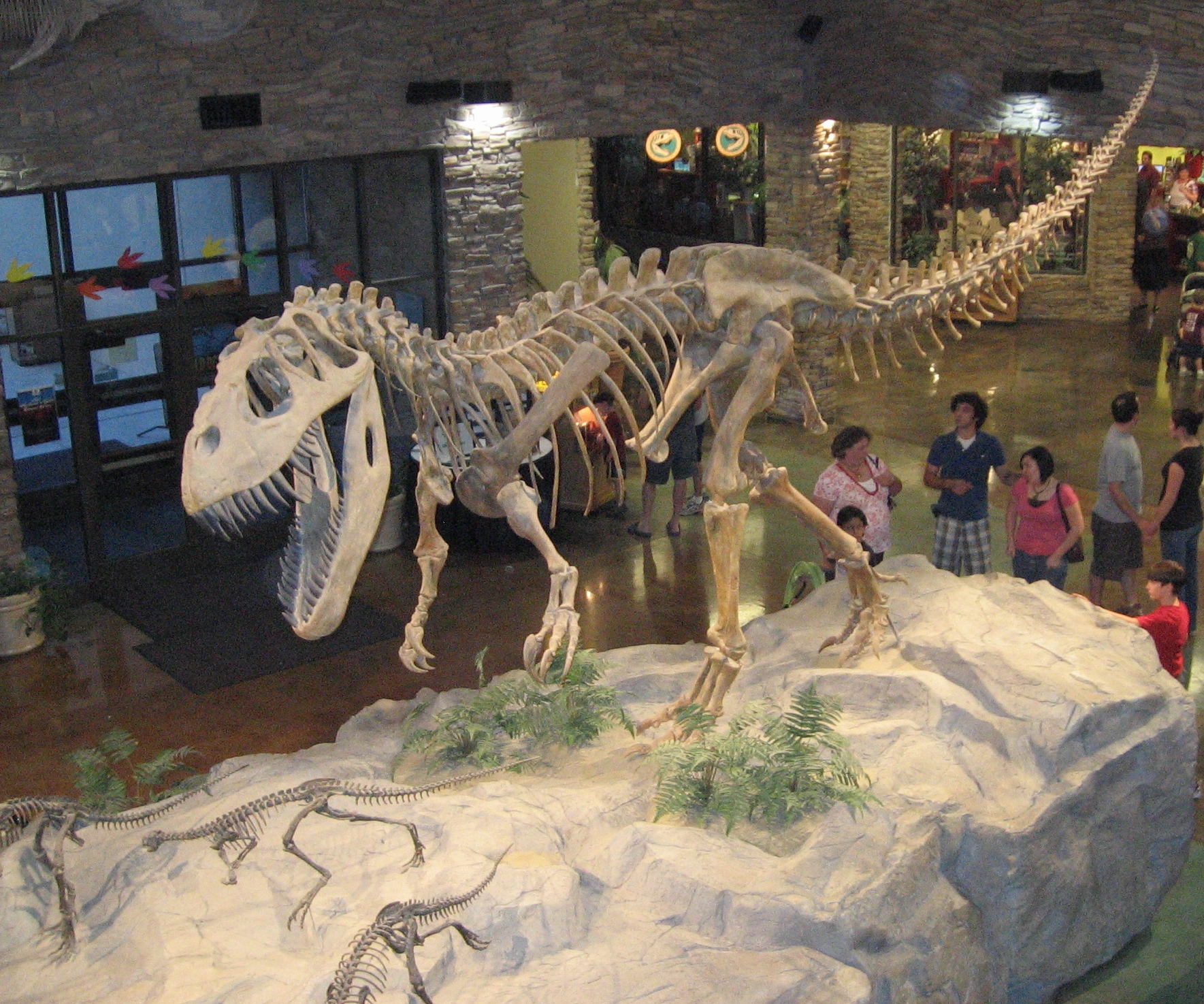
De schedel is tamelijk spits en nauw

De snuit is vrij hoog met een horizontaal bovenprofiel. Vooraan maakt het voorste snuitbeen, de praemaxilla, hiermee een schuine recht lopende hoek van 55°; de overgang is een plotse knik ter hoogte van het neusgat. Het rechte stuk eindigt helemaal vooraan in een afgeronde voorste snuitpunt. In bovenaanzicht is de snuit smal met een breedte van maar veertien centimeter ter hoogte van de achterranden van de praemaxillae. De praemaxilla is hoger dan lang. Beide praemaxillae zijn door uitgebreide wat holle raakvlakken verbonden, zij het niet vergroeid, die naar achteren de helft van de lengte uitmaken en naar boven de helft van de hoogte van de opgaande takken, waarvan de bovendelen door dunne uitlopers van de neusbeenderen gescheiden worden. Onder het neusgat liggen twee het bot doorborende foramina achter elkaar. Er zijn vermoedelijk maar drie premaxillaire tanden, een aantal dat onder de Jurassische theropoden alleen door Ceratosaurus gedeeld wordt; normaliter zijn er vier. Hoewel de tandkassen bij de gevonden elementen leeg waren, kan de kroonlengte geschat worden op negen centimeter. Een niet-uitgekomen vervangingstand die door het opzagen van het been van binnenuit ontbloot werd, toont elf kartelingen per strekkende centimeter op de voorste snijrand. Deze tand heeft geen verticale richels op de binnenzijde. De tanden staan met de voorste snijrand naar schuin voren en naar buiten gericht, waarbij deze rand dus de buitenste zijkant van de voorliggende tand overlapt. De tanden zijn relatief afgeplat en een D-vormige doorsnede met een naar binnen geroteerde voorste snijrand, die de binnenkant van de voorliggende tand overlapt, zoals bij veel, meer afgeleide, Tetanurae vaak min of meer het geval is, ontbreekt dus. De eerste premaxillaire tand is niet ronder maar juist sterker afgeplat. De tandkassen staan achteraan hoger ingebed en worden versterkt door grote vergroeide interdentaalplaten. Achter de derde tand bevindt zich een vijfentwintig millimeter hiaat tot de achterrand van de praemaxilla; deze leegte is voorzien van een interdentaalplaat en is vermoedelijk of het rudiment van een vierde premaxillaire tandpositie of het begin van tandvorming bij zeer oude dieren. Een studie uit 2014 van Christophe Hendrickx concludeerde daarom dat Torvosaurus toch vier premaxillaire tanden bezat. Boven de tanden ligt een rij aderkanalen die volgens Britt mede de zenuwen borgen voor allerlei tastorganen in een bovenlip of hoornsnavel.

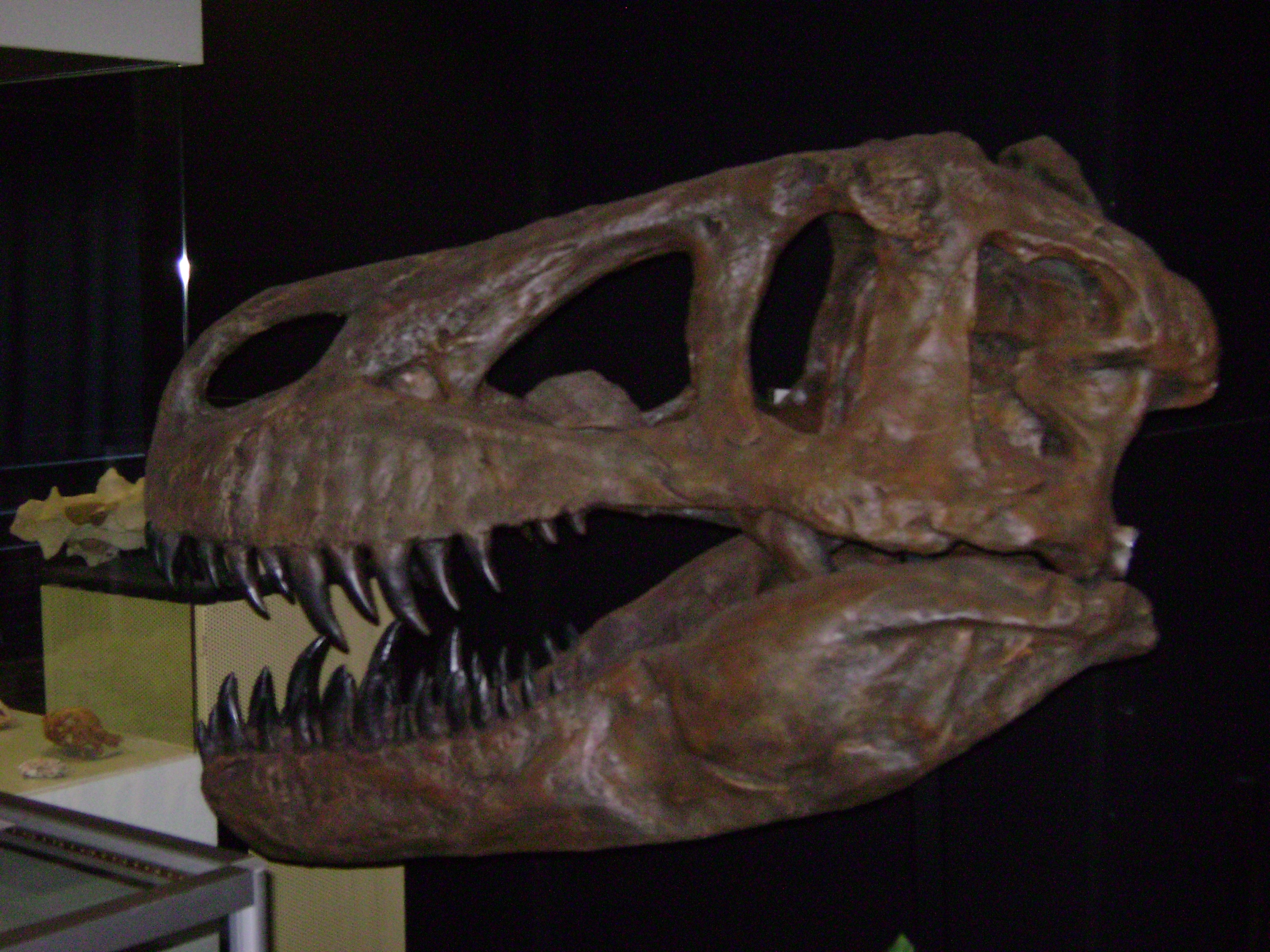
Een reconstructie van de schedel van Torvosaurus gurneyi in het Oertijdmuseum te Boxtel

Het bovenkaaksbeen is tamelijk langgerekt, hoewel het hoofdlichaam hoog is. Het heeft een bolle onderrand waarvan het voorste derde deel het sterkst omhoog kromt. De voorste tak heeft een licht naar achter hellend raakvlak met de praemaxilla; de voorrand van de tak past daarbij in een verticale groeve in de achterrand van de praemaxilla. Er zijn minstens elf maxillaire tanden; wellicht zoveel als twaalf of dertien. De eerste tand is wat kleiner, de tweede tot en met zesde tand zijn groot; daarna nemen de tanden in grootte af. Ook hier zijn de tandkassen aan de binnenzijde hoger ingebed, waar ze ondersteund worden door enorme middenin vergroeide interdentaalplaten met een spitse onderste punt. De opgaande tak naar het neusbeen maakt een hoek van 35°. De achterkant ervan is ingesneden door de uitholling rond de fenestra antorbitalis. De uitholling toont geen fenestra maxillaris of zelfs maar een extra verdieping of foramen. De uitholling wordt omgeven door een vijftien millimeter hoge richel die al vrij hoog naar achteren begint te wijken. Ter hoogte van de basis van de opgaande tak bevindt zich aan de binnenzijde een interne vleugel waarvan de gegroefde randen vooraan contact maken met groeven van de interne delen van de praemaxilla. Het Portugese linkerbovenkaaksbeen, ML1100, is in 2006 beschreven als hebbende acht tandposities, waarbij echter bedacht moet worden dat een deel van de achterste kaakrand ontbreekt. De tekst schat het totale aantal op tien; het bot werd echter geïllustreerd met dertien tanden. Het bevat nog de tweede maxillaire tand die een zeer lange tandkroon heeft van 127 millimeter. De tand is langwerpig. De voorrand, die geleidelijk naar achteren buigt, heeft ongeveer negen vertandingen per vijf strekkende millimeter. De achterrand heeft een rechte basis en toont op ongeveer drie vijfden van de lengte een knik naar achteren.

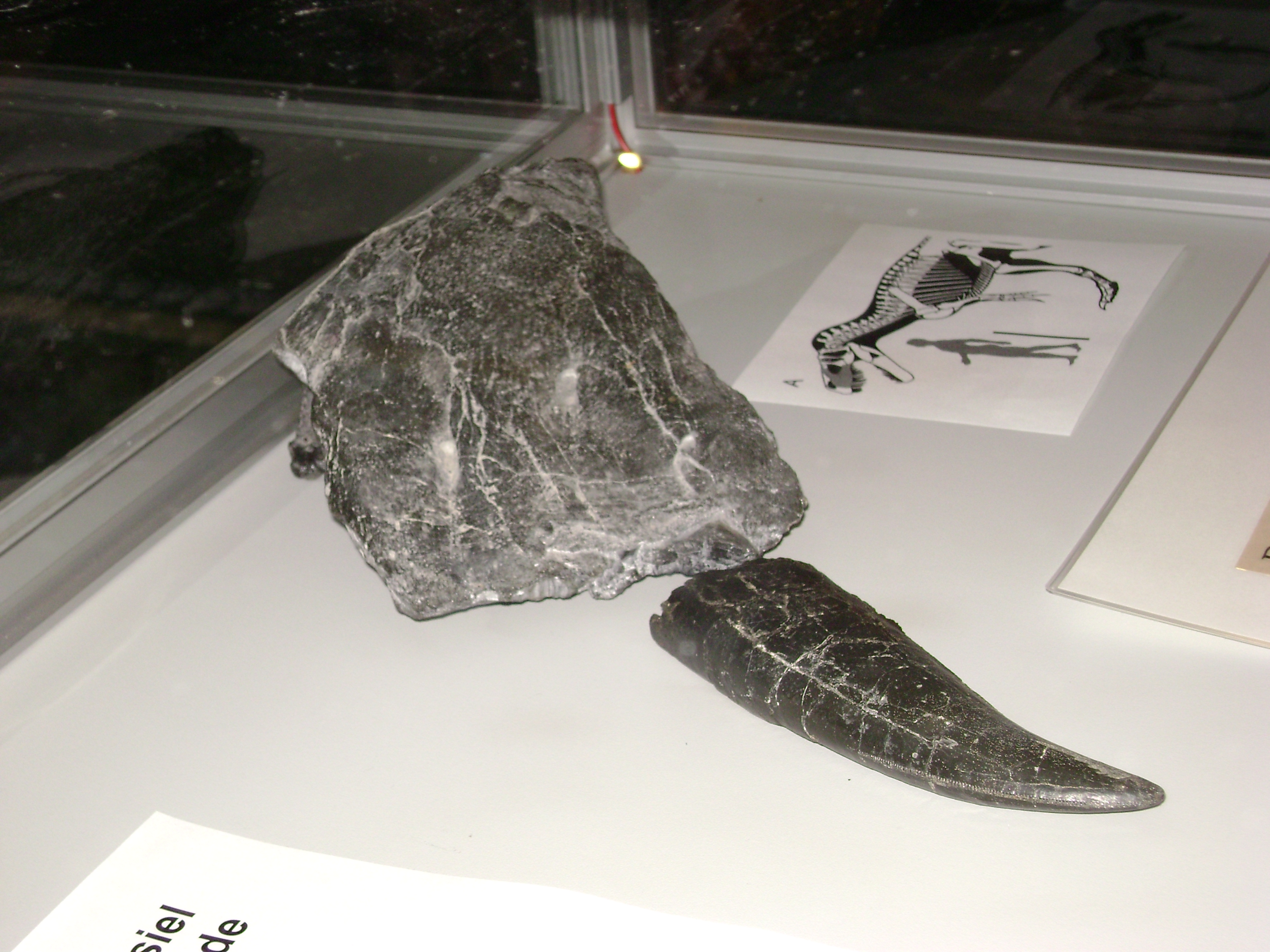
ML 1100 omvat ook een maxillaire tand

Het traanbeen is L-vormig. De bovenste horizontale tak vernauwt naar voren toe. Helemaal vooraan is er een zigzagverbinding met het neusbeen en de bovenste tak van het bovenkaaksbeen. De onderste tak, die bovenaan de oogkas van de fenestra antorbitalis scheidt, staat haaks op de bovenste en is aan de onderkant sterk verbreed tot 115 millimeter. Bovenop draagt het traanbeen een ruwe bult van 65 millimeter lang en drie centimeter hoog die bij het levende dier vermoedelijk een kort hoorntje droeg. In de hoek tussen de twee takken is er een enkelvoudige naar voren gerichte uitholling. Binnenin is het traanbeen als geheel hol. Het is toegankelijk via drie foramina: het voorste en kleinste ligt op een derde van de hoogte van de onderste tak van de bovenrand gemeten; het tweede ligt op 55 millimeter van de bovenrand nabij de achterrand van de neergaande tak en heeft een groeve die er van voren inkromt; het grootste ligt tegenover het voorste op de achterrand en loopt naar beneden uit in een kort snel verwijdende groeve. De onderste tak heeft een binnenzijde die breder is dan de buitenzijde zodat de overdwarse doorsnede trapeziumvormig is.
Het postorbitale is een driestralig element waarvan de lange neergaande tak het grootste deel van de achterrand van de oogkas vormt en deze scheidt van het onderste slaapvenster. De korte voorste tak is aan de buitenkant ruw. Bovenop is het postorbitale glad gerond. De neergaande tak heeft over het bovenste deel overdwars een L-vormige doorsnede met een naar binnen gerichte verticale interne vleugel die uithollingen heeft waar het laterosfenoïde van de hersenpan geraakt wordt; de buitenzijde is iets naar achteren gericht. Het onderste deel is U-vormig in dwarsdoorsnede met een lange verticale breed uitgehold groeve die naar achter gericht is en het omvattende raakvlak vormt met een uitloper van de opgaande tak van het jukbeen. De achterste tak van het postorbitale, die de voorste bovenhoek vormt van het onderste slaapvenster, is kort en in bovenaanzicht smal.
Het jukbeen is hoog en overdwars dun. Over de holle binnenkant lopen vanuit het middelpunt twee brede lage richels naar boven en naar voren. Achter de laatste, horizontale, richel toont de binnenzijde een inzinking die uitloopt in een inkeping die het achterste derde deel van het jukbeen in tweeën deelt. De zo gevormde vork omvat de voorste tak van het quadratojugale. De bovenste tak ervan is smal en overdwars dun, de onderste breed en staafvormig, geleidelijk versmallend en omhoog krommend met een groeve in de bovenrand waarin de onderrand van de jugale tak van het quadratojugale rust. De onderrand van het jukbeen is ver recht. De opgaande tak van het jukbeen richting postorbitale is kort en breed met een dikke afgeronde voorrand en een plaatvormig verdunnende achterrand. De voorrand ontspringt abrupt in een haakse hoek uit het hoofdlichaam van het jukbeen, dat naar voren ook schuin oploopt, zodat ook de oogkas hier een rechte hoek heeft. De achterrand echter, meteen de voorste onderrand van het onderste slaapvenster, loopt zeer geleidelijk naar de bovenste tak van de achterste vork. De voorste tak van het jukbeen heeft op een derde van de hoogte van de onderrand af een horizontale richel waarvan het voorste uiteinde omvat wordt door een vork van de achterste tak van het bovenkaaksbeen.
Het quadratum is vrij robuust met een rechte schacht die een iets holle achterrand heeft. De kop van de schacht is iets verbreed en afgerond. De onderkant verbreedt zich en loopt uit in twee bolle knobbels van het bovenste kaakgewricht, gescheiden door een ondiepe schuin gerichte groeve die van de binnenste voorkant naar de buitenste achterkant loopt. De binnenste knobbel is het grootst een steekt het verst naar beneden en voren uit. Boven de binnenste knobbel loopt een driehoekige groeve naar een foramen van een halve centimeter doorsnee dat het bot doorboort. De onderste voorzijde van de schacht heeft een druppelvormige uitholling als raakvlak met het quadratojugale. Het oppervlak ervan is onregelmatig gegolfd wat wijst op een hechte verbinding. Verticale richels, zoals bij Allosaurus, ontbreken. Naar boven toe loopt het raakvlak geleidelijk in de schacht over. Het foramen quadraticum, de gaping tussen quadratum en quadratojugale, is niet zichtbaar als een uitholling in de voorste rand.

#### Onderkaken
De bovenrand van het dentarium van de onderkaak is vrijwel recht, de onderrand is licht bol. Het voorste uiteinde zwenkt plots scherp omhoog zodat een soort "kin" ontstaat; de voorkant van de bovenrand loopt echter afgerond in dit uiteinde over. Een paar centimeter onder de bovenrand loopt een horizontale rij aderkanalen. Een duidelijke fossa Meckeliana aan de binnenzijde lijkt echter te ontbreken. In de onderkaak staan minstens negen tanden, volgens Britt vermoedelijk dertien, overeenkomend met het aantal in de maxilla. Een niet-uitgekomen eerste vervangingstand, van binnenuit blootgelegd door het openzagen van het bot, bleek sterk afgeplat, met kartelingen aan beide snijranden. Ook deze tand is aan de binnenzijde glad zonder verticale richels. De tanden worden aan de achterzijde ondersteund door een rij versmolten interdentaalplaten.

#### Postcrania

##### Wervelkolom

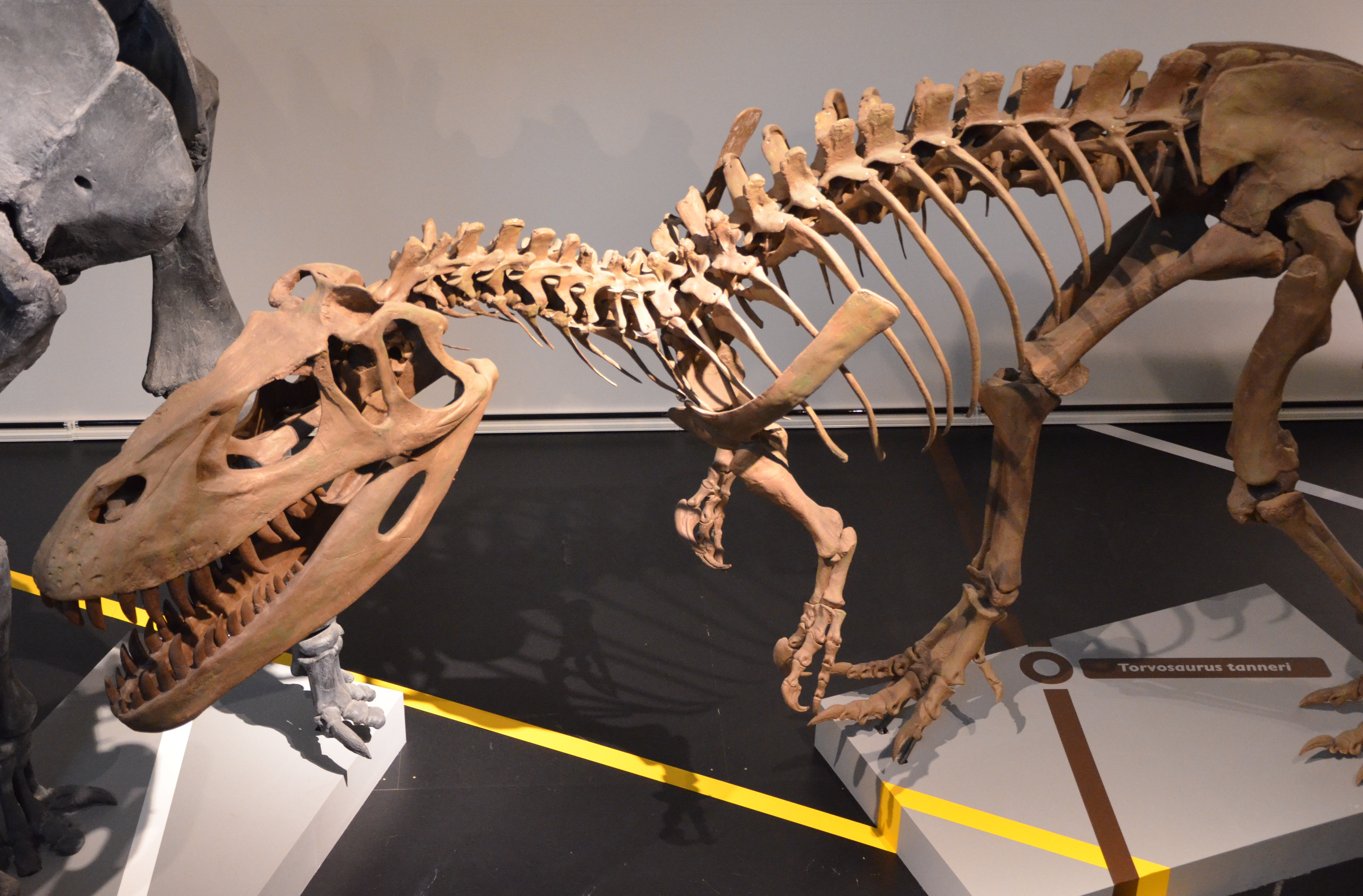
De wervelkolom van Torvosaurus

Over de indeling van de wervelkolom zijn weinig details bekend, daar de gevonden reeksen wervels niet de sectoren tussen nek en rug, rug en heiligbeen en heiligbeen en staart overlappen, waar de variaties in aantallen zich zouden kunnen voordoen. Typisch hebben zulke basale Tetanurae tien halswervels, dertien ruggenwervels, vijf sacrale wervels in het heiligbeen en een vijftigtal staartwervels. Britt nam aan dat Torvosaurus een veertiende ruggenwervel had, waarvan hij een voorbeeld zag in specimen BYUPV 4890, voornamelijk omdat hij poogde alle gevonden wervels in een enkele reeks te plaatsen met een geleidelijke overgang in vorm. Volgens hem waren er minstens vier sacrale wervels, zoals direct waarneembaar was aan de vlakken voor vier sacrale ribben aan de darmbeenderen — op zichzelf bevindt zich geen heiligbeen in het materiaal uit Colorado. Een vijfde wervel achtte hij waarschijnlijk.
De halswervels zijn sterk opisthocoel, waarbij dus het wervellichaam van voren bol is en in een overeenkomende diepe holte in de achterkant van de voorliggende wervel steekt. De halve bol van de voorkant is omgeven door een brede platte, iets naar achteren glooiende, rand die ongeveer de helft van het voorvlak uitmaakt. De rand loopt over in de bases van de parapofysen, de onderste ribgewrichten. De parapofysen eindigen in grote gewrichtsvlakken in de vorm van een staande ovaal. De zijuitsteeksels zijn smal en onder een hoek van 45° naar beneden gericht met aan hun uiteinde een ronde diapofyse, bovenste ribgewricht. De wervelbogen zijn breed en dragen bovenaan een verheffing van de boog gescheiden door een opstaande rand aan de basis. Ze hebben achteraan zeer lange epipofysen die nog een vijfenveertig millimeter achter de achterste gewrichtsuitsteeksels uitsteken. De voorste gewrichtsuitsteeksels hebben ronde platte facetten die naar voren en binnen gericht zijn. De centra zijn sterk gepneumatiseerd: helemaal uitgehold met twee gepaarde hoofdkamers. Diepe pleurocoelen, uithollingen boven en achter de diapofysen, vormden de ingang voor de uitlopers van de luchtzak van de nekbasis. De holle wervels zijn bij de fossilisering vaak van boven naar beneden samengedrukt; Jensen zag dat als de natuurlijke proportie, Britt meende dat ze in feite ongeveer rond waren. De onderzijden van de voorste halswervels zijn sterk V-vormig met dus een diepe kiel aan de onderzijde; naar achteren in de reeks verminderde de hoogte van de kiel. De doornuitsteeksels van althans de voorste halswervels zijn in zijaanzicht erg dun. Hun bovenvlak is in de lengterichting iets ingesneden. Hun achterrand is sterk verruwd als aanhechting voor pezen. De combinatie van lage doornuitsteeksels met lange epipofysen duidt op een in het verticale vlak beweeglijke nek voorzien van een zware musculatuur. Van de voorste halswervel, de atlas, is slechts een intercentrum en een linkerwervelboog bekend. Het intercentrum vormt een centraal element dat contact maakt met de knobbel op het achterhoofd, de condylus occipitalis. Het heeft een bol achtervlak en een breedte van twaalf centimeter, wat Britt tot een schatting voor de breedte van de condylus occipitalis bracht van vijfennegentig millimeter, een teken dat de schedel zeer groot was. Er zijn geen tekenen van pneumatisering. Het stuk wervelboog draagt een lange epipofyse, een uitsteeksel aan de bovenste achterkant.
Ook de ruggenwervels, behalve de achterste, zijn opisthocoel en ook hier is de voorste bol, aan de basis licht ingesnoerd, omgeven door een brede rand. Naar achteren in de reeks toe wordt de bolling minder; de allerachterste wervels zijn aan beide zijden plat. Britt meende dat de rand diende ter bevestiging van een dikke kraakbeenkap, wat ook zou verklaren waarom het voorvlak ondanks zijn complexere bouw kon passen in de holle achterzijde. De voorste ruggenwervel heeft een lage kiel; naar achteren in de reeks worden de kielen scherper en dieper. De zijkanten van de ruggenwervels zijn bij de voorste wervels diep uitgehold door ovale pleurocoelen schuin boven de parapofysen en precies onder de verheffing op de wervelboog; naar achteren in de reeks gaan die over in ondiepere, grotere en meer achterwaarts geplaatste uithollingen. Vóór de hyposfeen, het achterste secundaire gewrichtsuitsteeksel, is er bij de achterste ruggenwervels een venster dat de wervelboog overdwars doorboort, zodat de hyposfeen samen met de primaire gewrichtsuitsteeksels als een pilaar aan de achterkant van de wrevel van de wervelboog geïsoleerd wordt, een volledig uniek kenmerk. De voorste vijf ruggenwervels hebben geen secundaire hyposfeen-hypantrum-verbinding; de richels over de onderzijden van de achterste gewrichtsuitsteeksels blijven daar gescheiden. Naar achteren in de reeks neemt de hyposfeen in grootte toe. Middenin is de dwarsdoorsnede van het wervellichaam driehoekig met de punt naar onder. Het ruggenmergkanaal is hoger dan breed. Bij de achterste ruggenwervels liggen in bovenaanzicht de achterkanten van de zijuitsteeksels op een rechte lijn die door dit venster loopt. Bij deze wervels staan de wat langere en meer naar achteren gerichte zijuitsteeksels vrij steil omhoog, onder een hoek van 35°, behalve bij de laatste wervel waar de hoek 20° bedraagt. De doornuitsteeksels zijn dun met lage voorste en achterste verticale richels. Bij de voorste wervels zijn ze zo laag dat ze een vierkant profiel hebben; naar achteren in de reeks toe worden ze hoger. Vanaf de voorste bases van de doornuitsteeksels lopen geen of nauwelijks zichtbare richels naar de voorste gewrichtsuitsteeksels. Waar ze aanwezig zijn, bij de allerachterste ruggenwervels, vormen ze een kort uitlopende voet die de bovenzijde van het uitsteeksel omvat maar er niet mee vergroeid is. Alle wervels hebben echter richels lopen van de doornuitsteeksels naar de achterste gewrichtsuitsteeksels. Vooral de voorkanten van de doornuitsteeksels hebben verruwingen voor de peesaanhechting; deze zijn bij de voorste ruggenwervels sterker ontwikkeld en beslaan een groter deel van de lengte dan bij de achterste wervels. De parapofysen, de onderste ribgewrichten, hebben zowel bij de voorste als bij de achterste ruggenwervels de vorm van een staande ovaal; bij de achterste wervels wordt die opvallend nauw met soms een breedte van maar 35% van de lengte. Bij de voorste wervels zijn ze uitgehold en staan ze op voorste wervelboog, geleidelijk naar voren uitvloeiend in de rand rond het voorvlak. De diapofysen hebben facetten in de vorm van een afgeronde driehoek. Ze worden van achteren ondersteund door richels die van de wervelboog af langs de voorrand en achterrand van de onderzijde van het zijuitsteeksel lopen en achter de diapofyse samenkomen, bij de voorste wervels op een kleinere afstand van de wervelboog dan bij de achterste wervels. De richel langs de voorrand verdwijnt bij de laatste wervels geleidelijk. De voorste en achterste gewrichtsuitsteeksels staan matig ver uit elkaar. Hun facetten zijn breder dan hoog en iets naar het midden gericht; dit laatste wordt minder naar achteren in de reeks.
Er zijn geen ribben bekend maar Britt voorspelde dat ze gepneumatiseerd zouden zijn en dat de achterste ribben, zeer smalle onderste ribkoppen, capitula, zouden hebben gezien de nauwe parapofysen.
De staartwervels zijn licht amficoel: aan beide zijden hol — maar het voorste facet is, zoals bij de meeste theropoden, holler. De centrafacetten zijn rond. De staartwervels zijn spoelvormig met holle zijkanten en onderkanten; de onderzijde heeft een lengtegroeve die naar achter in de reeks ondieper wordt. Alleen de voorste wervel heeft een centrum met een V-vormige doorsnede. De voorste staartwervels hebben uitwaaierende, kleine, groeven op hun bovenste zijkanten. Minstens de voorste tien wervels hebben ook ondiepe langwerpige uithollingen in de lengterichting op hun zijkanten. Meer naar achter gelegen wervels hebben een inzinking in deze positie net onder de beennaad van de wervelboog, waardoor de basis van deze opvallend opzwelt. De zijuitsteeksels zijn lang en onder een hoek van 35° naar achteren gericht; bij de meer achterste wervels iets schuiner. Ze hebben een dun blad met een vlakke tot licht bolle bovenkant en een bolle onderkant. Langs de randen van de onderkant lopen richels die ontspruiten uit de wervelboog en naar achteren in de reeks lager worden. De vlakken staan bij de voorste staarwervels, tot de zestiende wervel, iets schuin omhoog. Hun achterhoeken zijn verlengd. De doornuitsteeksels staan schuin naar achteren en zijn dun overdwars en nauw in zijaanzicht waarbij de voorste en achterste richels naar boven toe samenkomen in een afgerond, niet overdwars of in zijaanzicht verbreed, uiteinde. De doornuitsteeksels van de allervoorste staartwervels echter zijn in zijaanzicht breder en staan verticaler, voorzien van peesverruwingen over hun volle lengte, hetgeen de verticale beweeglijkheid van de staartbasis vermindert en misschien duidt op de aanwezigheid van een beenkam boven het heiligbeen. Bij de meer achterwaartse staartwervels blijven de verruwingen beperkt tot de basis van het doornuitsteeksel, een teken dat de middenstaart tamelijk soepel was. De voorste basis heeft daarbij het gebruikelijke diepe foramen voor een betere aanhechting. Het ruggenmergkanaal is hoog met een druppelvormige dwarsdoorsnede. Waar de vlakken van het doornuitsteeksel en de zijuitsteeksels elkaar raken gaan deze in een geleidelijke vloeilijn, een opvulling van de hoeken, in elkaar over. In bovenaanzicht liggen de zijuitsteeksels en de doornuitsteeksels op één lijn, die niet onderbroken wordt door de voorste of achterste gewrichtsuitsteeksels. De gewrichtsuitsteeksels zijn kort, met facetten die ongeveer 40° naar binnen hellen en 20° naar voren. De facetten zijn rond of licht horizontaal ovaal. De facetten van de achterste gewrichtsuitsteeksels zijn niet boven het niveau van de zijuitsteeksels verheven. De achterste chevronfacetten aan de onderkant van de wervels zijn veel groter dan de voorste, welke vaak nauwelijks waarneembaar zijn. De chevrons of haemaalbogen zijn slank en recht met een min of meer rechthoekige doorsnede met bolle zijkanten; hun voor- en achtervlakken zijn hol, uitlopend in een over het onderste derde deel overdwars afgeplat uiteinde. Dit is weer verbonden met een dunne korte "voet" die voornamelijk naar achteren uitsteekt maar ook een zeer kort voorste uitsteeksel heeft. Bovenaan zijn de chevrons gepaard of gevorkt: gescheiden door een vrij breed haemaalkanaal dat overkapt wordt door een korte holle brug waarvan het ovale bovenvlak contact maakt met het achterste chevronfacet van de wervel. De voorste gewrichtsvlakken van de vork hebben een paar vingervormige uitsteeksels die in de voorste chevronfacetten van de wervels steken. De hoogte van de chevrons is aanzienlijk en evenaart die van de eigenlijke wervels zelf.

##### Ledematen
Hoewel de schoudergordel van Torvosaurus onbekend is, voorspelde Britt dat het schouderblad kort en robuust zou zijn, net als de voorpoten. Omdat de handen vermoedelijk breed waren, nam hij aan dat het ravenbeksbeen dat ook was om een voldoende groot schoudergewricht te scheppen dat de reactiekrachten aankon. In de schoudergordel van Megalosaurus zag hij een goed model voor die van Torvosaurus.

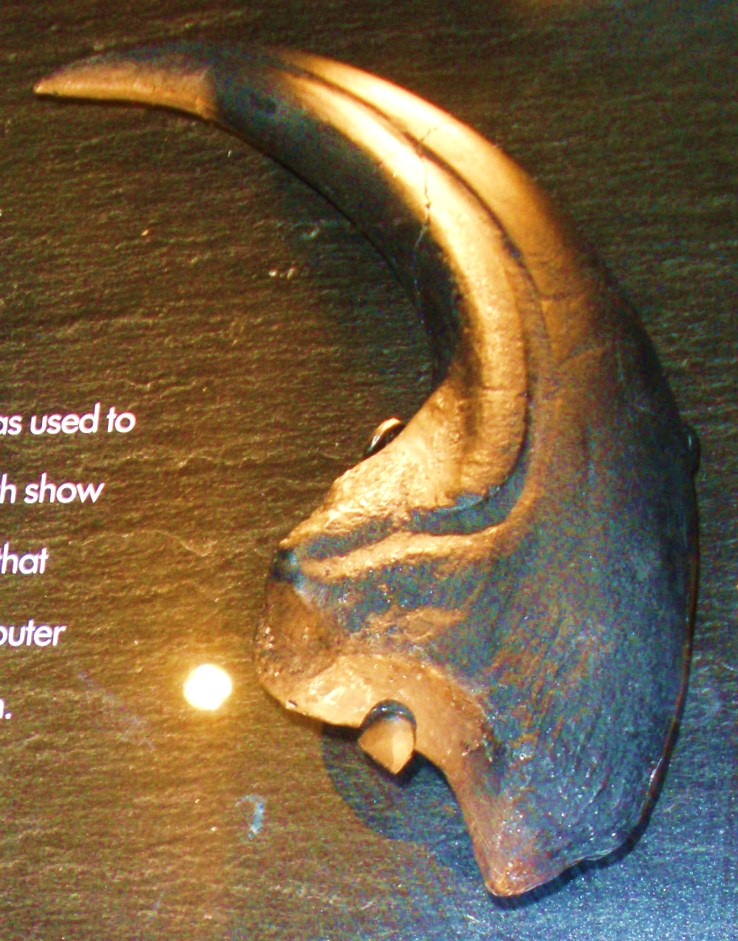
De duimklauw van Torvosaurus heeft altijd erg tot de verbeelding gesproken

De arm is in 1979 door Jensen slechts kort, door Britt in 1991 helemaal niet beschreven. De arm is kort met vooral een korte onderarm, die ongeveer hals zo lang is als de bovenarm. Het opperarmbeen heeft een rechte schacht. Het specimen dat het lectotype vormt, heeft een lengte van 424 millimeter. Het element is zeer robuust met verbrede uiteinden en een grote deltopectorale kam met een driehoekig profiel. Het bovenste uiteinde heeft een breedte van 45% van de lengte, het onderste uiteinde van 36%. De kam loopt van boven tot over het midden van de schacht door; de naar onderen matig verdikte punt wringt zich naar binnen over de schacht heen. Achter de kam bevindt zich een ruw oppervlak, de aanhechting voor de Musculus humeroradialis die naar het spaakbeen liep. De omtrek van de schacht bedraagt 48% van de lengte van het bot. Boven de kam is de schacht sterk uitgehold wat eer richelvormige kop oplevert met een opvallende deuk erin. Bij het brede onderste uiteinde is de knobbel die contact maakt met het spaakbeen groot en vierkant; de nadere knobbel die de ellepijp raakt is klein en afgerond, zij het voorzien van een krachtige oplopende beenstijl.

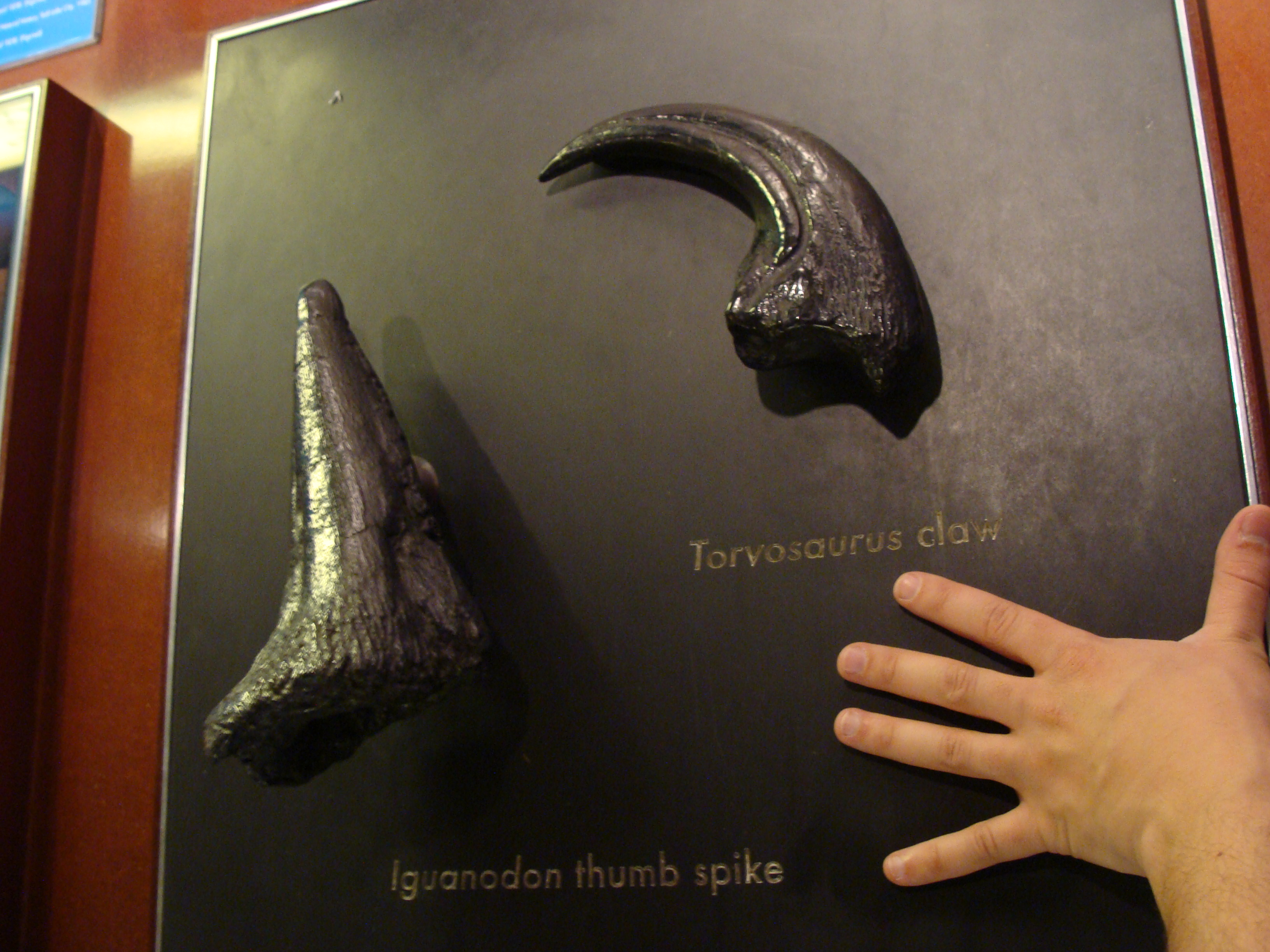
Een vergelijking van de duimklauw van Torvosaurus met die van Iguanodon

Ook de ellepijp en het spaakbeen zijn robuust met sterk verbrede uiteinden. De ellepijp heeft een "massief" bovenste uiteinde met een breedte van 48% van de lengte van het bot. Het uiteinde toont een spitse naar voren krommende processus coronoides, die Jensen als processus olecrani betitelde; het echte olecranon is vooral in de breedte goed ontwikkeld met een ruw oppervlak. Het spaakbeen heeft vermoedelijk een lengte van 45% van het opperarmbeen. De middenhand heeft ruwweg de helft van de lengte van de onderarm en bestaat uit drie robuuste middenhandsbeenderen. Jensen achtte het mogelijk dat de hand ook een vierde en vijfde middenhandsbeen had; dit is gezien de huidige kennis van de theropode verwantschappen echter zeer onwaarschijnlijk en ook een vierde of vijfde vinger ontbraken dus vrijwel zeker. Het eerste middenhandsbeen is waarschijnlijk het kortst — een exemplaar van 72,3 millimeter lengte is gevonden — en heeft bovenaan een recht vlak waar het het tweede middenhandsbeen raakte. Het heeft onderaan een scharniergewricht met twee grote schijfvormige gewrichtsknobbels, gescheiden door een diepe groeve. De groeve staat schuin op de as van het element, naar onderen en buiten gericht, en de buitenste knobbel, aan de zijde van het tweede middenhandsbeen, is langer dan de binnenste zodat de eerste vinger bij strekking van de hand weg bewogen wordt en boven de handrug geheven. Zo kan de duimklauw beter als een wapen functioneren. Er is in het materiaal inderdaad een kort eerste kootje van de eerste vinger aangetroffen met een hol bovenvlak tussen lippen die in het scharniergewricht van het eerste middenhandsbeen passen en zelf ook weer ongelijke gewrichtsknobbels onderaan gescheiden door een schuine groeve. De enorme duimklauw, met een diameter van ruim twintig centimeter, zou hier in principe goed bijpassen. Doordat de klauw geïsoleerd is gevonden, kan lastig worden bepaald of de duimklauw die bij theropoden meestal forser is, bij Torvosaurus extra groot was, of dat het hier gaat om een extreem groot individu — opnieuw aangenomen dat de klauw überhaupt van Torvosaurus afkomstig is. De klauw is erg spits, wat wijst op een doorborende functie. De pees van de buigende spier heeft dan ook een bijzonder ruw aanhechtingsvlak bij de onderste basis. Bij het levende dier zou een hoornschacht de lengte ervan nog met een derde hebben kunnen doen toenemen. De schacht was mede bevestigd via opvallende "bloedgroeven" aan de zijkant. Het tweede middenhandsbeen is vermoedelijk het langst — het gevonden exemplaar heeft een lengte van 117,5 millimeter — maar nog steeds zeer robuust gebouwd met een breedte die twee derden bedraagt van de lengte. Het exemplaar van het derde middenhandsbeen heeft een lengte van 96,5 millimeter en het is aannemelijk dat het ook in een echt verband van die middenhandsbeenderen de middelste positie in lengte innam. De breedte ervan is 45% van de lengte.

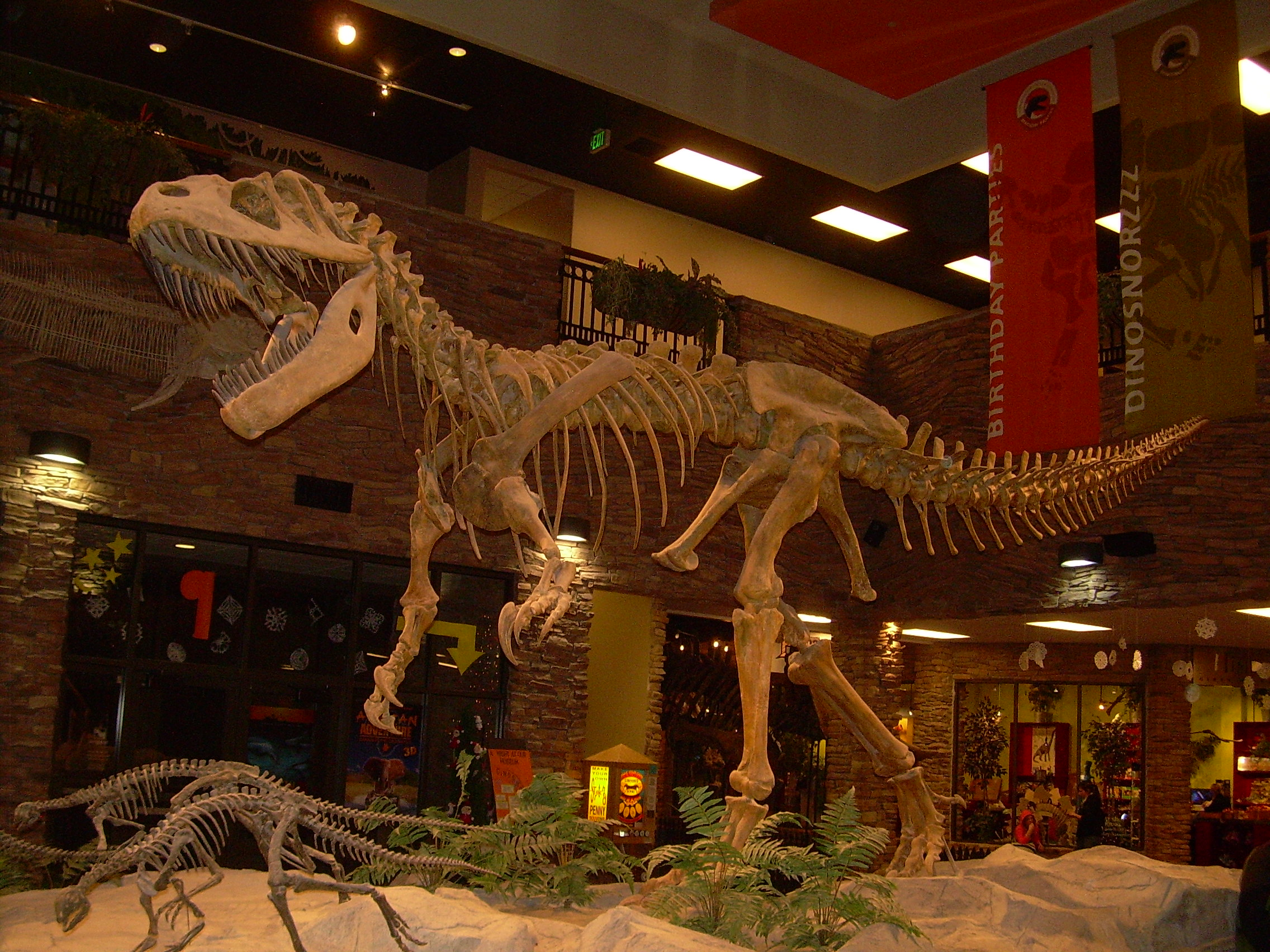
Het bekken van Torvosaurus was van onderen gesloten, een zeer basaal kenmerk

Het darmbeen is laag en lang met een hoogte die 29% bedraagt van de lengte. Het toont, zoals alle beschrijvers steeds is opgevallen, een frappante gelijkenis met dat van Megalosaurus. Het achterblad eindigt in een horizontale punt. De brede uitholling in de onderkant van het achterblad, die dient voor de aanhechting van de Musculus caudofemoralis brevis, wordt van de zijkant bezien over een groot deel ontbloot door een hoog eindigende horizontale onderrand van de buitenzijde. Het interne vlak van de binnenzijde schuint zo de hoek tussen het achterblad en het aanhangsel voor het zitbeen af. Dit aanhangsel is volgens Jensen sterk ontwikkeld; Britt vond het niet krachtiger gevormd dan bij Allosaurus. De onderkant ervan is bol. De inkeping tussen de afhangende punt van het vrij korte en hoge voorblad en het aanhangsel voor het schaambeen is nauw en gelijkmatig gerond. Het aanhangsel voor het schaambeen is volgens Jensen zwak ontwikkeld en van voor naar achter korter dan overdwars breed. Het heupgewricht heeft een grote doorsnede maar is ondiep. Het schaambeen heeft een in zijaanzicht kleine "voet" die echter overdwars vrij breed is. Jensen en Galton toonden een paar schaambeenderen die een gat hadden tussen hun verbonden voeten; volgens Britt was dit een gevolg van vervorming tijdens de fossilisering. Het foramen obturatum is gesloten, een basaal kenmerk; volgens Jensen en Galton was er overigens ook geen tussenruimte waarin het uit zou kunnen lopen. De hol naar voren buigende schacht van het zitbeen eindigt in een kleine, in zijaanzicht afgeronde en spatelvormige, verbreding of "voet" met een iets naar boven krommend langer achterste uitsteeksel. Volgens Britt is de kromming van de schacht een vervorming en eindigde een niet-beschadigde voet niet spatelvormig maar afgerond; dat laatste zou een uniek kenmerk zijn. Ook zou het volgens Britt niet waar zijn, maar een illusie door vervorming dat de voeten op het uiterste einde weer uit elkaar krullen zoals geïllustreerd door Jensen. Het zitbeen heeft aan de voorkant van de schacht geen uitsteeksel of processus obturatorius. Op de bijdrage van het zitbeen aan de rand van het heupgewicht bevindt zich een lengterichel. Het zitbeen heeft bovenaan een hol raakvlak met het darmbeen dat langer is dan deze bijdrage aan het heupgewricht. Onder dit raakvlak bevindt zich aan de achterst ebinnenkant een uitholling. Het zitbeen en schaambeen zijn ongeveer even lang. Schaambeenderen en zitbeenderen zijn per paar vergroeid in een goed ontwikkelde symfyse in de vorm van een verbindend beenschort. Volgens Jensen en Galton liep deze vergroeiing uit tot onder het raakvlak van het schaambeen en het zitbeen, en raakte over de volle lengte de tegenhanger van de andere bekkenhelft, zodat de onderkant van het bekken geheel gesloten was, een zeer basaal kenmerk. Galton meende dat dit een aanwijzing was dat de Carnosauria, indertijd gezien als de groep die alle grote theropoden omvatte, zich onafhankelijk van de Coelurosauria, de kleine theropoden, uit de Prosauropoda hadden ontwikkeld. Dit zou de Theropoda polyfyletisch maken, bestaande uit twee niet direct verwante groepen en bewezen worden door het bestaan van carnivore prosauropoden. Al tijdens de jaren tachtig werd duidelijk dat vleesetende prosauropoden nooit bestaan hebben en zeker niet de directe voorouders waren van de "carnosauriërs". De gestelde onderste sluiting van het bekken is daarbij dubieus omdat er in feite geen heel bekken bekend was; volgens Britt kan dat echter aardig uit onderdelen gereconstrueerd worden. Hij ontkende echter dat de onderdelen volledig vergroeid waren: er was contact maar de delen waren volgens hem verbonden door middel van ligamenten. Vermoedelijk hadden de meeste theropoden in die positie een kraakbeenschot zodat de verbening daarvan nauwelijks een grote evolutionaire sprong vergde die gezien kan worden als een duidelijk "fylogenetisch signaal" dat iets fundamenteels over de verwantschap zegt. Wel hebben schaambeen en zitbeen een hoog raakvlak met een wigvormige beennaad, waarbij het zitbeen puntvormig naar voren uitsteekt.
Het dijbeen is onbekend maar Paul voorspelde in 1988 dat de lengte ervan ongeveer tweeënnegentig centimeter zou bedragen wat een heuphoogte van 225 centimeter zou opleveren.
Het scheenbeen is robuust. Het heeft een omtrek van 47% van de lengte. De schacht is licht naar buiten en achteren gebogen. De onderste helft van de buitenkant van de schacht is afgeplat waar het raakvlak is met het kuitbeen. In het midden van het bovenste deel van dit raakvlak bevindt zich een lichte uitholling. De kam aan de voorste bovenzijde, de crista cnemialis, is robuust. De groeve aan de buitenzijde van de kam is relatief ondiep. De achterrand van het brede bovenvlak heeft een inkeping die zich naar beneden voortzet als een ondiepe groeve in de achterkant van de schacht. Onderaan verbreedt het scheenbeen zich overdwars. Het ondervlak van het scheenbeen is van beneden gezien wigvormig of driehoekig met de scherpe punt naar buiten gericht; de binnenzijde is veeleer afgerond. De opgaande tak van het relatief lage sprongbeen die de onderste voorzijde van het scheenbeen overgroeit, is driehoekig met een stompe punt en een verticale buitenrand. Deze tak is meer richting buitenzijde gelegen. De binnenrand van de tak, die meer naar voren toe een duidelijk facet heeft met het kuitbeen, wordt afgetekend door een opstaande richel op het scheenbeen die een hoek van 35° maakt met de lengteas van dit bot. Aan de achterkant van de tak loopt langs de binnenrand nog een richel. De basis van de tak toont een verticaal diep ovaal foramen. De tak heeft een dikte van twee centimeter. Het contact tussen sprongbeen en calcaneum is vrij eenvoudig, met slechts een kleine inspringing en een ondiepe onderste horizontale groeve. De trog waarop het kuitbeen rust, is ondiep en breed. Het ondervlak van het sprongbeen is matig bol. De bovenste achterrand overgroeit het scheenbeen nauwelijks. Het kuitbeen heeft een omtrek van 20% van de lengte, wat duidt op een vrij robuuste bouw. Het bovendeel is van voor naar achteren gemeten ongeveer driemaal zo breed als de schacht die over het grootste deel van zijn lengte niet verder vernauwt. Het onderste uiteinde is iets verbreed met een ovale dwarsdoorsnede waarbij de buitenzijde veel boller is dan de binnenzijde. De breedte overdwars is ongeveer 4 à 5% van de lengte. Het calcaneum is in buitenste zijaanzicht driehoekig; het buitenvlak is licht hol en wordt omgeven door een lage richel waarvan de bovenrand recht is. Het bovenvlak dat het kuitbeen raakt is breed en licht hol. Er is geen overgroeiing van de binnenkant van het kuitbeen. De binnenkant van het calcaneum heeft een vierkant profiel. De middenvoetsbeenderen zijn robuust en missen onderaan kapselputjes; ze hebben in plaats daarvan ondiepe uithollingen op die posities. Van de middenvoetsbeenderen zijn alleen de dragende elementen bekend, dus het tweede, derde en vierde. Deze vormden vermoedelijk een strak geheel zonder veel uitwaaiering naar onderen toe. Van het tweede middenvoetsbeen is de schacht recht, de buitenste onderste gewrichtsknobbel, dus die aan de kant van het derde middenvoetsbeen, steekt iets meer uit dan de binnenste. Het bovenvlak heeft een rechte binnenrand en een bolle buitenrand. Het derde middenvoetsbeen heeft een dikke rechte schacht. Bovenvlak en beide zijvlakken zijn relatief plat; het bovenvlak heeft echter een tamelijk hoge achterrand als begrenzing van de kraakkbeenkap van het gewricht. De buitenkant heeft echter een hoekige inkeping waar de bovenkant van het vierde middenvoetsbeen in past. Het ondervlak is breed en heeft iets het profiel van een omgekeerde V. Het eveneens robuuste vierde middenvoetsbeen mist een uitsteeksel aan de bovenste binnenrand. Het onderste uiteinde is vrij vlak verbreed en heeft weer een ondiep V-vormig profiel. Het heeft een brede uitholling in plaats van een kapselputje op de onderste binnenzijde.

### Skelet vanT. gurneyi

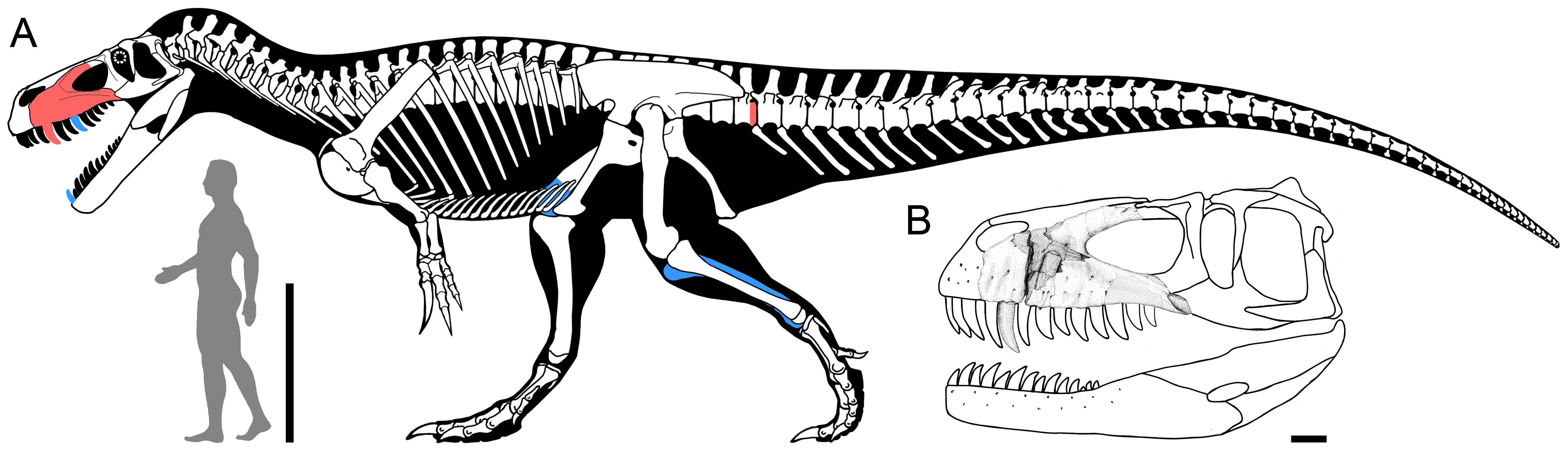
Een diagram dat de bewaarde skeletelementen van R. gurneyi toont

Het bovenkaaksbeen van T. gurneyi is dik en robuust gebouwd met een korte schuin naar achteren gerichte opgaande tak en hoofdlichaam dat hoog is ten opzichte van de totale schedeldiepte maar ook van voor naar achter langgerekt. Van de onderrand is zwak golvend met vooraan een iets bol stuk terwijl de tak naar het jukbeen bol is. Het gedeelte vóór de fenestra antorbitalis is bij het fossiel langer dan de achterste tak maar die is niet in zijn geheel bewaard gebleven. Het hoofdlichaam is nog eens een derde hoger dan de achterste tak aan zijn voorste basis, net onder de voorste punt van de fenestra antorbitalis. Het grootste deel van het bovenprofiel van het voorste deel is bol, geleidelijk naar voren afdalend. In het midden bevindt zich een hol stuk. Het gedeelte daarvoor zien de beschrijvers als een voorste tak.

## Fylogenie
Galton en Jensen plaatsten Torvosaurus in 1979 in de Megalosauridae. In 1985 maakte Jensen daar een eigen Torvosauridae van. Dit concept zou moderne ondersteuning vinden van Paul Sereno. De laatste analyses laten echter zien dat Torvosaurus en Megalosaurus nauw verwant zijn, wellicht zustersoorten die een Megalosaurinae vormen binnen de Megalosauridae.
Het volgende kladogram geeft de plaats van Torvosaurus in de evolutionaire stamboom volgens een analyse van Carrano uit 2012.
|  | Eustreptospondylus |
|  |                    |

|  | Duriavenator                                                 |
|  |                                                              |
|  | \| \| Megalosaurus \| \| \| \| \| \| Torvosaurus \| \| \| \| |
|  |                                                              |
|  | Megalosaurus                                                 |
|  |                                                              |
|  | Torvosaurus                                                  |
|  |                                                              |

|  | Megalosaurus |
|  |              |
|  | Torvosaurus  |
|  |              |

|  | Dubreuillosaurus |
|  |                  |
|  | Magnosaurus      |
|  |                  |

|  | Leshansaurus   |
|  |                |
|  | Piveteausaurus |
|  |                |

|  | Dubreuillosaurus |
|  |                  |
|  | Magnosaurus      |
|  |                  |

|  | Leshansaurus   |
|  |                |
|  | Piveteausaurus |
|  |                |

|  | Duriavenator                                                 |
|  |                                                              |
|  | \| \| Megalosaurus \| \| \| \| \| \| Torvosaurus \| \| \| \| |
|  |                                                              |
|  | Megalosaurus                                                 |
|  |                                                              |
|  | Torvosaurus                                                  |
|  |                                                              |

|  | Megalosaurus |
|  |              |
|  | Torvosaurus  |
|  |              |

|  | Dubreuillosaurus |
|  |                  |
|  | Magnosaurus      |
|  |                  |

|  | Leshansaurus   |
|  |                |
|  | Piveteausaurus |
|  |                |

|  | Dubreuillosaurus |
|  |                  |
|  | Magnosaurus      |
|  |                  |

|  | Leshansaurus   |
|  |                |
|  | Piveteausaurus |
|  |                |

|  | Eustreptospondylus |
|  |                    |

|  | Duriavenator                                                 |
|  |                                                              |
|  | \| \| Megalosaurus \| \| \| \| \| \| Torvosaurus \| \| \| \| |
|  |                                                              |
|  | Megalosaurus                                                 |
|  |                                                              |
|  | Torvosaurus                                                  |
|  |                                                              |

|  | Megalosaurus |
|  |              |
|  | Torvosaurus  |
|  |              |

|  | Dubreuillosaurus |
|  |                  |
|  | Magnosaurus      |
|  |                  |

|  | Leshansaurus   |
|  |                |
|  | Piveteausaurus |
|  |                |

|  | Dubreuillosaurus |
|  |                  |
|  | Magnosaurus      |
|  |                  |

|  | Leshansaurus   |
|  |                |
|  | Piveteausaurus |
|  |                |

|  | Duriavenator                                                 |
|  |                                                              |
|  | \| \| Megalosaurus \| \| \| \| \| \| Torvosaurus \| \| \| \| |
|  |                                                              |
|  | Megalosaurus                                                 |
|  |                                                              |
|  | Torvosaurus                                                  |
|  |                                                              |

|  | Megalosaurus |
|  |              |
|  | Torvosaurus  |
|  |              |

|  | Dubreuillosaurus |
|  |                  |
|  | Magnosaurus      |
|  |                  |

|  | Leshansaurus   |
|  |                |
|  | Piveteausaurus |
|  |                |

|  | Dubreuillosaurus |
|  |                  |
|  | Magnosaurus      |
|  |                  |

|  | Leshansaurus   |
|  |                |
|  | Piveteausaurus |
|  |                |

|  | Eustreptospondylus |
|  |                    |

|  | Duriavenator                                                 |
|  |                                                              |
|  | \| \| Megalosaurus \| \| \| \| \| \| Torvosaurus \| \| \| \| |
|  |                                                              |
|  | Megalosaurus                                                 |
|  |                                                              |
|  | Torvosaurus                                                  |
|  |                                                              |

|  | Megalosaurus |
|  |              |
|  | Torvosaurus  |
|  |              |

|  | Dubreuillosaurus |
|  |                  |
|  | Magnosaurus      |
|  |                  |

|  | Leshansaurus   |
|  |                |
|  | Piveteausaurus |
|  |                |

|  | Dubreuillosaurus |
|  |                  |
|  | Magnosaurus      |
|  |                  |

|  | Leshansaurus   |
|  |                |
|  | Piveteausaurus |
|  |                |

|  | Duriavenator                                                 |
|  |                                                              |
|  | \| \| Megalosaurus \| \| \| \| \| \| Torvosaurus \| \| \| \| |
|  |                                                              |
|  | Megalosaurus                                                 |
|  |                                                              |
|  | Torvosaurus                                                  |
|  |                                                              |

|  | Megalosaurus |
|  |              |
|  | Torvosaurus  |
|  |              |

|  | Dubreuillosaurus |
|  |                  |
|  | Magnosaurus      |
|  |                  |

|  | Leshansaurus   |
|  |                |
|  | Piveteausaurus |
|  |                |

|  | Dubreuillosaurus |
|  |                  |
|  | Magnosaurus      |
|  |                  |

|  | Leshansaurus   |
|  |                |
|  | Piveteausaurus |
|  |                |

|  | Eustreptospondylus |
|  |                    |

|  | Duriavenator                                                 |
|  |                                                              |
|  | \| \| Megalosaurus \| \| \| \| \| \| Torvosaurus \| \| \| \| |
|  |                                                              |
|  | Megalosaurus                                                 |
|  |                                                              |
|  | Torvosaurus                                                  |
|  |                                                              |

|  | Megalosaurus |
|  |              |
|  | Torvosaurus  |
|  |              |

|  | Dubreuillosaurus |
|  |                  |
|  | Magnosaurus      |
|  |                  |

|  | Leshansaurus   |
|  |                |
|  | Piveteausaurus |
|  |                |

|  | Dubreuillosaurus |
|  |                  |
|  | Magnosaurus      |
|  |                  |

|  | Leshansaurus   |
|  |                |
|  | Piveteausaurus |
|  |                |

|  | Duriavenator                                                 |
|  |                                                              |
|  | \| \| Megalosaurus \| \| \| \| \| \| Torvosaurus \| \| \| \| |
|  |                                                              |
|  | Megalosaurus                                                 |
|  |                                                              |
|  | Torvosaurus                                                  |
|  |                                                              |

|  | Megalosaurus |
|  |              |
|  | Torvosaurus  |
|  |              |

|  | Dubreuillosaurus |
|  |                  |
|  | Magnosaurus      |
|  |                  |

|  | Leshansaurus   |
|  |                |
|  | Piveteausaurus |
|  |                |

|  | Dubreuillosaurus |
|  |                  |
|  | Magnosaurus      |
|  |                  |

|  | Leshansaurus   |
|  |                |
|  | Piveteausaurus |
|  |                |

|  | Eustreptospondylus |
|  |                    |

|  | Duriavenator                                                 |
|  |                                                              |
|  | \| \| Megalosaurus \| \| \| \| \| \| Torvosaurus \| \| \| \| |
|  |                                                              |
|  | Megalosaurus                                                 |
|  |                                                              |
|  | Torvosaurus                                                  |
|  |                                                              |

|  | Megalosaurus |
|  |              |
|  | Torvosaurus  |
|  |              |

|  | Dubreuillosaurus |
|  |                  |
|  | Magnosaurus      |
|  |                  |

|  | Leshansaurus   |
|  |                |
|  | Piveteausaurus |
|  |                |

|  | Dubreuillosaurus |
|  |                  |
|  | Magnosaurus      |
|  |                  |

|  | Leshansaurus   |
|  |                |
|  | Piveteausaurus |
|  |                |

|  | Duriavenator                                                 |
|  |                                                              |
|  | \| \| Megalosaurus \| \| \| \| \| \| Torvosaurus \| \| \| \| |
|  |                                                              |
|  | Megalosaurus                                                 |
|  |                                                              |
|  | Torvosaurus                                                  |
|  |                                                              |

|  | Megalosaurus |
|  |              |
|  | Torvosaurus  |
|  |              |

|  | Dubreuillosaurus |
|  |                  |
|  | Magnosaurus      |
|  |                  |

|  | Leshansaurus   |
|  |                |
|  | Piveteausaurus |
|  |                |

|  | Dubreuillosaurus |
|  |                  |
|  | Magnosaurus      |
|  |                  |

|  | Leshansaurus   |
|  |                |
|  | Piveteausaurus |
|  |                |

|  | Eustreptospondylus |
|  |                    |

|  | Duriavenator                                                 |
|  |                                                              |
|  | \| \| Megalosaurus \| \| \| \| \| \| Torvosaurus \| \| \| \| |
|  |                                                              |
|  | Megalosaurus                                                 |
|  |                                                              |
|  | Torvosaurus                                                  |
|  |                                                              |

|  | Megalosaurus |
|  |              |
|  | Torvosaurus  |
|  |              |

|  | Dubreuillosaurus |
|  |                  |
|  | Magnosaurus      |
|  |                  |

|  | Leshansaurus   |
|  |                |
|  | Piveteausaurus |
|  |                |

|  | Dubreuillosaurus |
|  |                  |
|  | Magnosaurus      |
|  |                  |

|  | Leshansaurus   |
|  |                |
|  | Piveteausaurus |
|  |                |

|  | Duriavenator                                                 |
|  |                                                              |
|  | \| \| Megalosaurus \| \| \| \| \| \| Torvosaurus \| \| \| \| |
|  |                                                              |
|  | Megalosaurus                                                 |
|  |                                                              |
|  | Torvosaurus                                                  |
|  |                                                              |

|  | Megalosaurus |
|  |              |
|  | Torvosaurus  |
|  |              |

|  | Dubreuillosaurus |
|  |                  |
|  | Magnosaurus      |
|  |                  |

|  | Leshansaurus   |
|  |                |
|  | Piveteausaurus |
|  |                |

|  | Dubreuillosaurus |
|  |                  |
|  | Magnosaurus      |
|  |                  |

|  | Leshansaurus   |
|  |                |
|  | Piveteausaurus |
|  |                |

|  | Eustreptospondylus |
|  |                    |

|  | Duriavenator                                                 |
|  |                                                              |
|  | \| \| Megalosaurus \| \| \| \| \| \| Torvosaurus \| \| \| \| |
|  |                                                              |
|  | Megalosaurus                                                 |
|  |                                                              |
|  | Torvosaurus                                                  |
|  |                                                              |

|  | Megalosaurus |
|  |              |
|  | Torvosaurus  |
|  |              |

|  | Dubreuillosaurus |
|  |                  |
|  | Magnosaurus      |
|  |                  |

|  | Leshansaurus   |
|  |                |
|  | Piveteausaurus |
|  |                |

|  | Dubreuillosaurus |
|  |                  |
|  | Magnosaurus      |
|  |                  |

|  | Leshansaurus   |
|  |                |
|  | Piveteausaurus |
|  |                |

|  | Duriavenator                                                 |
|  |                                                              |
|  | \| \| Megalosaurus \| \| \| \| \| \| Torvosaurus \| \| \| \| |
|  |                                                              |
|  | Megalosaurus                                                 |
|  |                                                              |
|  | Torvosaurus                                                  |
|  |                                                              |

|  | Megalosaurus |
|  |              |
|  | Torvosaurus  |
|  |              |

|  | Dubreuillosaurus |
|  |                  |
|  | Magnosaurus      |
|  |                  |

|  | Leshansaurus   |
|  |                |
|  | Piveteausaurus |
|  |                |

|  | Dubreuillosaurus |
|  |                  |
|  | Magnosaurus      |
|  |                  |

|  | Leshansaurus   |
|  |                |
|  | Piveteausaurus |
|  |                |

|  | Eustreptospondylus |
|  |                    |

|  | Duriavenator                                                 |
|  |                                                              |
|  | \| \| Megalosaurus \| \| \| \| \| \| Torvosaurus \| \| \| \| |
|  |                                                              |
|  | Megalosaurus                                                 |
|  |                                                              |
|  | Torvosaurus                                                  |
|  |                                                              |

|  | Megalosaurus |
|  |              |
|  | Torvosaurus  |
|  |              |

|  | Dubreuillosaurus |
|  |                  |
|  | Magnosaurus      |
|  |                  |

|  | Leshansaurus   |
|  |                |
|  | Piveteausaurus |
|  |                |

|  | Dubreuillosaurus |
|  |                  |
|  | Magnosaurus      |
|  |                  |

|  | Leshansaurus   |
|  |                |
|  | Piveteausaurus |
|  |                |

|  | Duriavenator                                                 |
|  |                                                              |
|  | \| \| Megalosaurus \| \| \| \| \| \| Torvosaurus \| \| \| \| |
|  |                                                              |
|  | Megalosaurus                                                 |
|  |                                                              |
|  | Torvosaurus                                                  |
|  |                                                              |

|  | Megalosaurus |
|  |              |
|  | Torvosaurus  |
|  |              |

|  | Dubreuillosaurus |
|  |                  |
|  | Magnosaurus      |
|  |                  |

|  | Leshansaurus   |
|  |                |
|  | Piveteausaurus |
|  |                |

|  | Dubreuillosaurus |
|  |                  |
|  | Magnosaurus      |
|  |                  |

|  | Leshansaurus   |
|  |                |
|  | Piveteausaurus |
|  |                |

Torvosaurus is de jongste bekende megalosauride en wordt gezien zijn eigen zeldzaamheid wel voorgesteld als de uitstervende laatste overlevende van een groep "primitieve" theropoden.

## Levenswijze

### Leefgebied

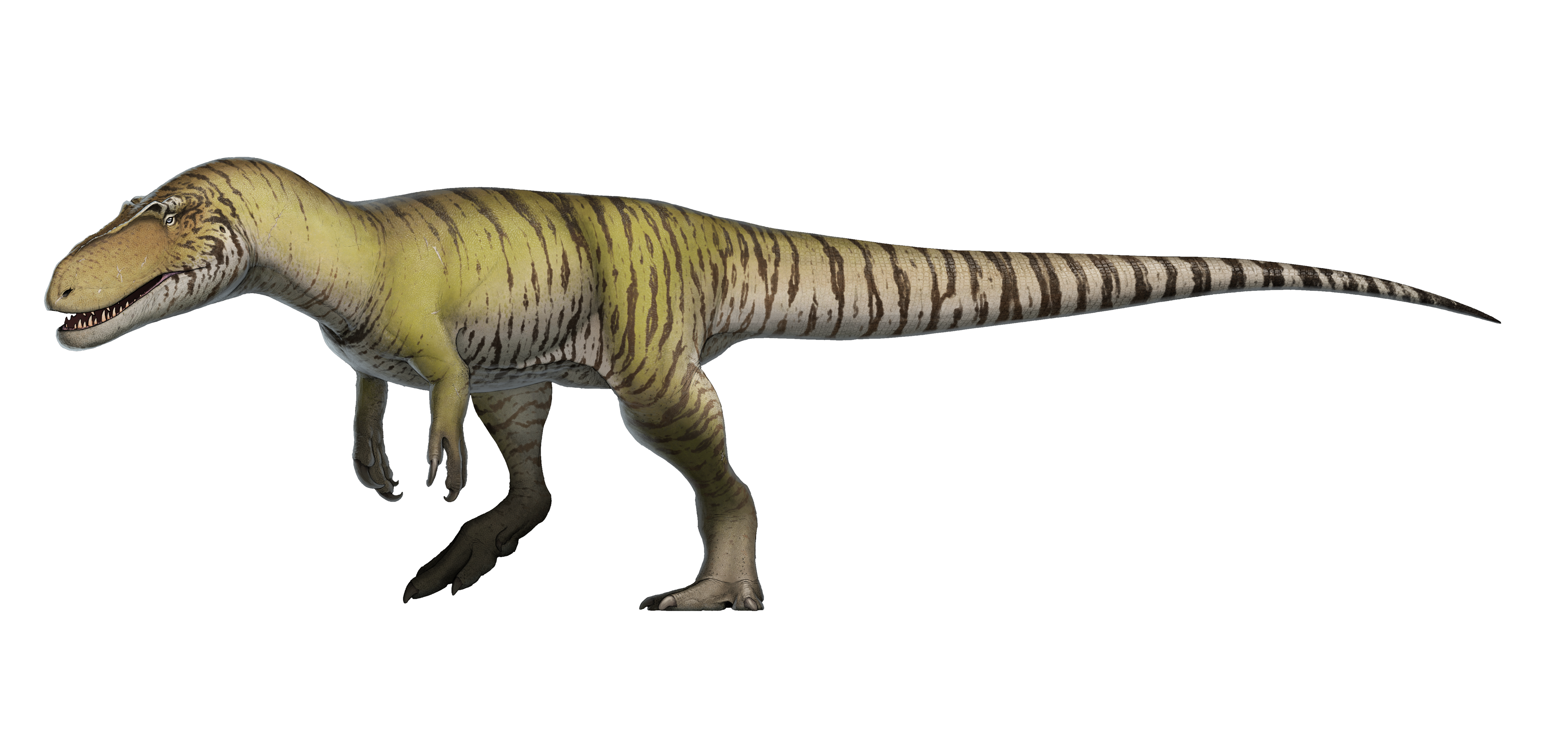
Misschien joeg Torvosaurus wel op de kleine Dryosaurus in plaats van sauropoden

Het leefgebied van Torvosaurus tanneri bestond uit een vrij droog en warm halfopen landschap doortrokken van kleinere rivieren die omzoomd werden door rivierbossen. De belangrijkste planteneters waren Sauropoda. Hierop joegen grote theropoden als Allosaurus en Ceratosaurus. Torvosaurus was kennelijk een schaars lid van de fauna, want op de meeste vindplaatsen in de Morrisonformatie is hij niet aangetroffen. Het is daarom opvallend dat in de Dry Mesa juist een grote concentratie van beenderen van Torvosaurus is gevonden. Allosaurus en Ceratosaurus komen ook hier voor maar de laatste is zeldzamer; van Allosaurus zijn botten van minstens zeven individuen aangetroffen. De Dry Mesa kenmerkt zich ook door resten van een extreem grote sauropode: Supersaurus. Deze samenhang heeft geleid tot de hypothese dat de robuuste Torvosaurus zich specialiseerde in het bejagen van zeer grote prooi. De zware bouw en korte achterpoten verhinderden dat Torvosaurus een erg hoge snelheid bereikte, maar dat was niet zo wezenlijk bij de achtervolging van dieren die niet harder konden stappen dan zo'n vijfentwintig kilometer per uur en werd meer dan gecompenseerd door de voordelen van een steviger bouw en stand — wellicht dat de extreme verbening van het bekken hieraan mede bijdroeg. Ook de langgerekte schedel, voorzien van zeer lange tanden, zou in staat geweest zijn juist ook aan grotere prooidieren fatale wonden toe te brengen.
De jachttactiek bleef echter de oorspronkelijke onder theropoden: het door een uithaal openhalen van huid en spieren. De premaxillaire tanden zijn niet naast elkaar geplaatst of D-vormig om een diepere beet mogelijk te maken, zoals bij de latere Tyrannosauridae wel het geval was. Evenmin is de kop verbreed, verkort of speciaal verstevigd om zich in de prooi vast te happen en er in één keer een homp vlees uit te scheuren, zoals bij de latere Abelisauridae. Twee van de bekende methoden om een langzame prooi aan te vallen werden dus niet toegepast. Een ander gegeven dat slecht bij rol van jager op sauropoden past, is de extreme flexibiliteit van de opisthocoele halswervels, een beweeglijkheid die zich voortzet in de voorste romp. Deze zou eerder bruikbaar zijn voor een zijdelings grijpen van een wendbare prooi — iets waarvoor lange kaken en tanden evenzeer nuttig konden wezen. Zo'n prooi is in de Dry Mesa inderdaad aangetroffen in de vorm van de snelle tweevoetige euornithopode Dryosaurus.
Welke ook de niche van Torvosaurus tanneri moge zijn geweest, hij was in het vullen daarvan op den duur kennelijk niet erg succesvol: in de bovenste lagen van de Morrisonformatie, die dateren uit het Tithonien, worden geen resten van deze roofsauriër meer aangetroffen. Meestal wordt aangenomen dat hij geheel verdrongen werd door Allosaurus. Gezien de algemene zeldzaamheid van zijn fossielen, kan hier echter sprake zijn van een geval van het Signor-Lipps-effect: een schijnbaar uitsterven doordat de in feite tot de grens van het Jura en Krijt doorlevende soort geen ons bekende resten heeft nagelaten.
Het leefgebied van de Torvosaurus gurneyi in Portugal, indertijd wellicht nog met Noord-Amerika verbonden, was misschien wat meer bebost. Ook daar kende de fauna op het eind van het Jura een combinatie van concurrerende grote theropoden — waaronder ook weer Allosaurus en Ceratosaurus — en sauropoden als Lourinhanosaurus, Lusotitan en Dinheirosaurus.

### Voortplanting
Een nest met eierschalen, specimen ML565, werd in 1993 door Mateus in Portugal gevonden en voorlopig toegewezen aan Lourinhanosaurus. In augustus 2005 vond Aart Walen bij Porto das Barcas nog een nest, specimen ML1188, met een doorsnede van vijfenzestig centimeter. Tussen september 2005 en mei 2006 werd dit opgegraven en tot 2009 geprepareerd. Er bleken niet alleen eierschalen afkomstig van minstens drie eieren aanwezig maar ook botten van een embryo, waaronder een rechterbovenkaaksbeen met vier tanden, drie losse maxillaire tanden, een rechterjukbeen, een rechterdentarium met vier tanden, een losse dentaire tand en drie wervels. Een aantal andere botfragmenten kon niet worden geïdentificeerd. Het embryo werd aan de Megalosaurinae toegewezen wegens het bezit van minder dan tien dentaire tanden tussen de symfyse en de voorste punt van de fossa Meckeliana, alsmede het ontbreken van een uitholling voor de fenestra antorbitalis op de binnenzijde van het bovenkaaksbeen — hieraan werd het ontbreken van een fenestra maxillaris impliciet geacht. Met Torvosaurus deelt het de kenmerken van het ontbreken van pneumatisering achter de opgaande tak van het bovenkaaksbeen, een hoek van minder dan 35° tussen de opgaande tak en de kaakrand en het tongvormige uiteinde van de achterste tak van het bovenkaaksbeen. Daarbij kwam dat onder de megalosauriden alleen Torvosaurus uit de formatie bekend was zodat het embryo aan een Torvosaurus sp. werd toegewezen. Het embryo verschilde ook op enkele punten van Torvosaurus, namelijk in het ontbreken van kartelingen op de tanden, het niet vergroeid zijn van de interdentaalplaten, een korte voorste tak van het bovenkaaksbeen en het bezit van minder dan zes maxillaire tanden. Deze verschillen kunnen echter plausibel verklaard worden uit de zeer jonge leeftijd. Als de identificatie klopt, is het embryo het eerste dat van de Megalosauroidea bekend is en ook het meest basale theropodenembryo.
De eierschalen werden nader onderzocht door middel van een synchrotron. Ze hebben een dikte van 1,2 millimeter. De oppervlaktextuur toont een patroon van anastomose, met ronde of elliptische structuren die gescheiden worden door scherpe richels. De schaal is hard door de aanwezigheid van een laag calcietkristallen. De buitenste primaire prismatische laag is enkelvoudig. De laag mammillae waaruit de schaal groeit, heeft een dikte van 166 micrometer. De poriën zijn "prolatocanaliculaat", met uitgerekte kanalen van een variabele breedte. De schaal lijkt op die van eieren van de oöfamilie Dendroolithidae. Ook de eieren zijn de eerste die met zekerheid aan een lid van de Megalosauroidea toegewezen kunnen worden en de eerste bekende theropode eieren met een enkelvoudige laag. Het zijn daarbij de meest basale bekende theropode eieren. Aangezien specimen ML565 wel een dubbele laag toont, moet deze evolutionaire vernieuwing zich ergens tussen hun beider aftakkingen hebben voorgedaan.